# Historia de Lisboa

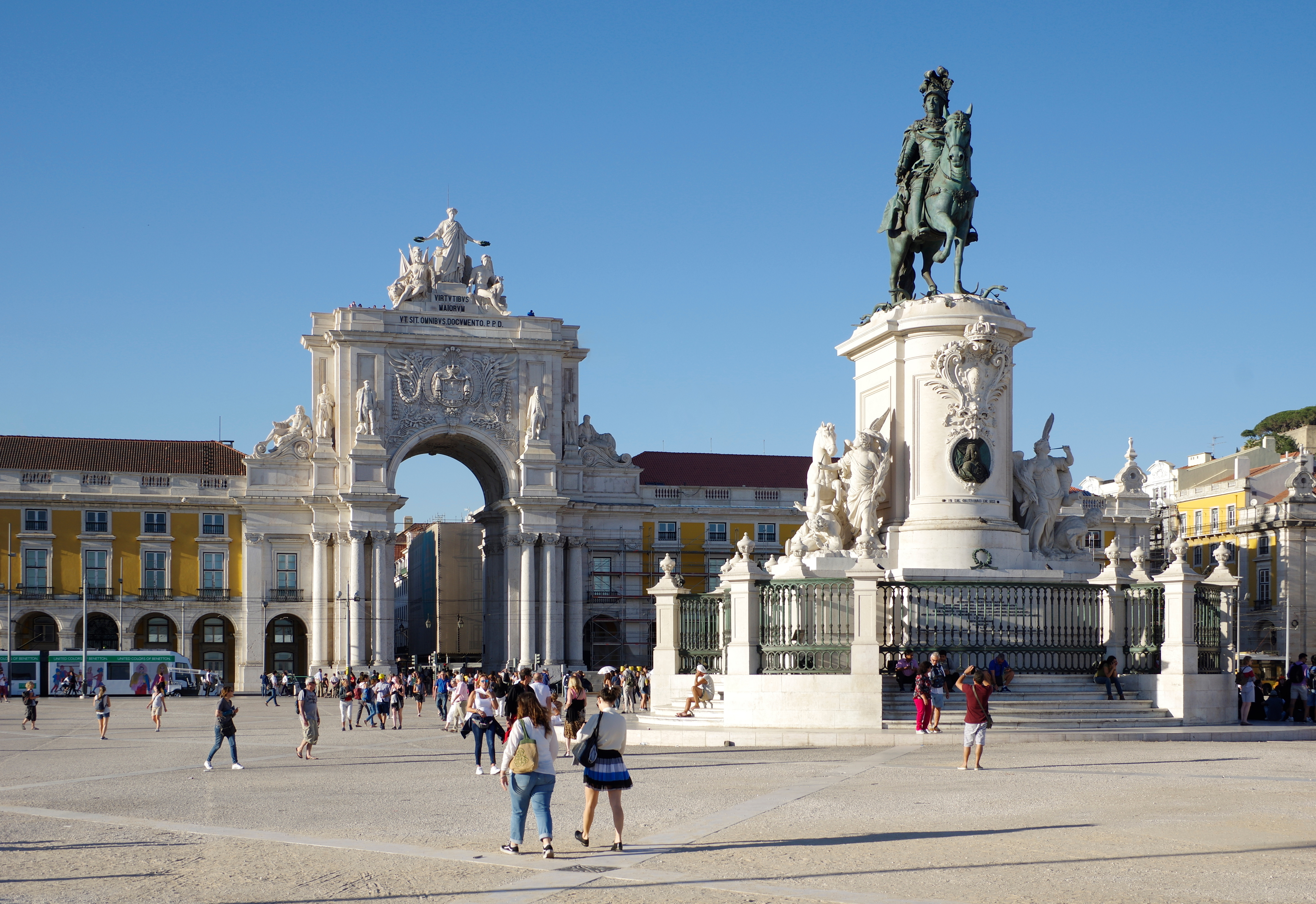
Arco de la Rua Augusta en la Praça do Comércio, la Plaza Mayor de Lisboa que se abre para el Tajo.

Lisboa tiene una de las historias más antiguas de Europa, habiéndose fundado la ciudad hace tres mil años. Es junto con Setúbal, Alcácer do Sal y algunas ciudades del Algarve la más antigua de Portugal y tras Atenas, la capital más antigua de la Unión Europea. Lisboa es cuatrocientos años más vieja que Roma.
Su historia se encuentra ligada a su posición estratégica en la desembocadura del río más largo de la península ibérica, el Tajo. Su puerto natural era el más cómodo para el reabastecimiento de los barcos que comercian entre el mar del Norte y el Mediterráneo. Además se encuentra en el extremo suroccidental de Europa habiendo sido un punto estratégico para las rutas comerciales con África y América.
Los edificios más antiguos son:
Castillo de San Jorge: construido en el siglo XI.
Catedral de Lisboa: construida en el siglo XII 
Iglesia de San Vicente de Fora: construida en el siglo XVI.
Monasterio de los Jerónimos: construido en el siglo XVI
Torre de Belém: construida en el siglo XVI.
Los primeros canales de agua en Lisboa, Portugal, fueron creados en el siglo XVIII. Estaban ubicados principalmente en la zona de Belém y se utilizaron para abastecer de agua a los jardines y fuentes de la ciudad.
Las primeras murallas en Lisboa fueron construidas por los romanos en el siglo II a. C.
Eran de estilo romano y estaban construidas con piedra y mortero. Eran sólidas y tenían torres defensivas a intervalos regulares.
Las primeras fuentes de agua en Lisboa, Portugal, fueron creadas en el siglo XVI durante el reinado del rey Manuel I.
Eran construcciones simples, como pozos y mananitales Naturales , que proporcionaban agua a la población. Con el tiempo, se fueron construyendo fuentes públicas más elaboradas con diseños ornamentales.

## Prehistoria
Existen vestigios de ocupación en el área que hoy es Lisboa desde hace varios millares de años. Se trata de restos de neandertales, extintos hace unos 30 mil años por la llegada del hombre moderno. Durante el neolítico, la región estaba habitada por los celtas, que residían en otros puntos de la Europa atlántica. Ellos construyeron monumentos religiosos llamados megalitos, dólmenes, menhires y Crómlechs que aún se pueden observar en los alrededores de esta ciudad

## Orígenes: oestrimnios y Ophiussa; fenicios y celtas

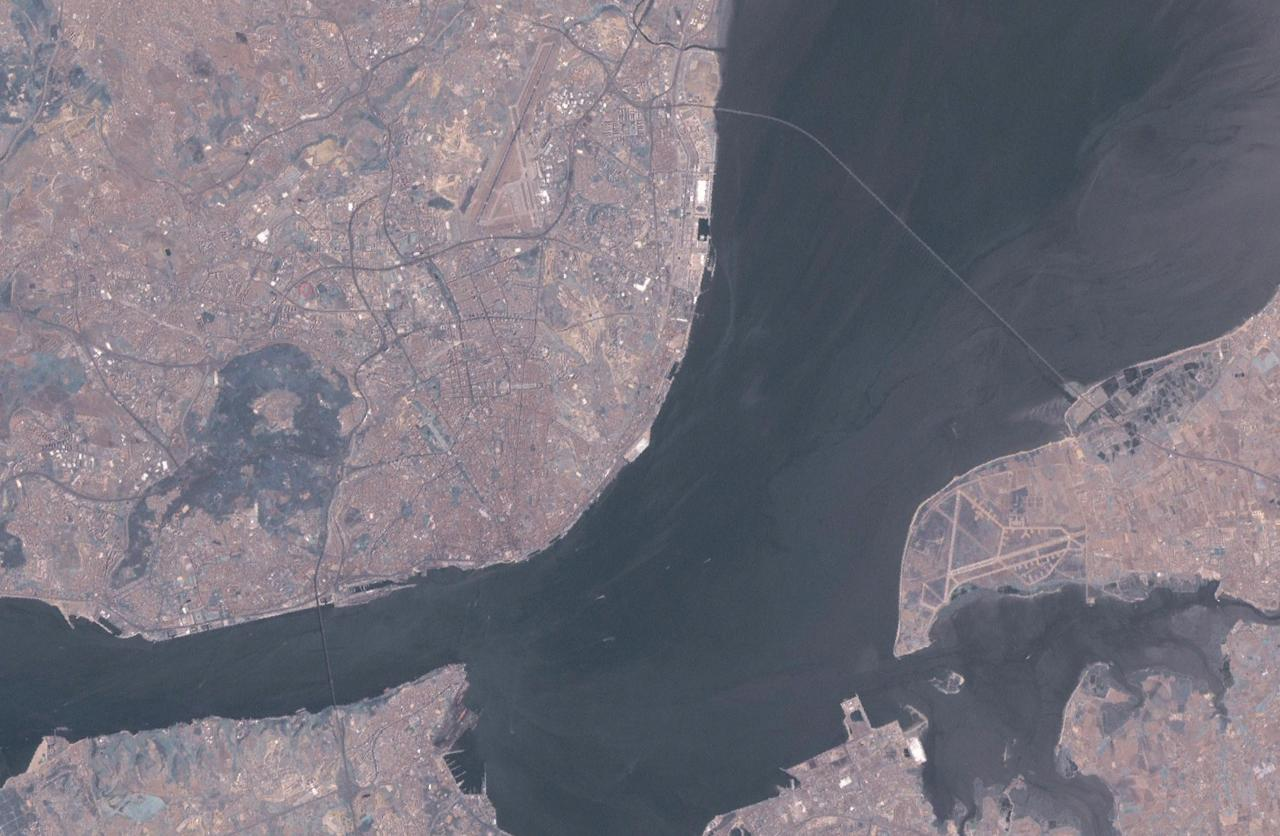
Situación de Lisboa en la margen norte del Mar de la Paja. El Atlántico queda a la izquierda.

Los oestrimnios fueron el primero pueblo nativo conocido en lo que hoy es Portugal.[cita requerida] Oestremni significa (gente de) extremo oeste. Ellos extendieron su territorio de Galicia al Algarve. La primera invasión documentada ocurrió mucho antes del nacimiento de Cristo, cuando Ofis y otras tribus entraron en la península ibérica y colonizaron las tierras fértiles de Oestreminis, cerca de los ríos Duero y Tajo.
Descubrimientos arqueológicos han demostrado que en el lugar donde actualmente se encuentra Lisboa existía un puesto comercial fenicio, desde el 1200 a. C., que ocupaba el centro de la ciudad, en la ladera sur de la colina del castillo. El magnífico puerto natural que creaba el estuario del río Tajo lo convirtió en el punto ideal para crear un asentamiento que proveyera de comida a los barcos fenicios que se encontraban en ruta comercial hacia las islas del Estaño (actualmente islas Sorlingas y Cornualles). La nueva ciudad debió haberse llamado Allis Ubbo o puerto seguro en fenicio, según una de las diversas teorías que hay sobre el origen del nombre. Otra teoría dice que la ciudad toma su nombre del nombre prerromano del río Tajo, Lisso o Lucio, de origen celta o precelta. Aparte de para navegar hacia el norte, los fenicios también aprovecharon la situación de la nueva colonia en la boca del río más largo de la península ibérica para comerciar con las tribus del interior para lograr metales preciosos. Otro importante producto local era la sal, el pescado salado y los mundialmente famosos caballos lusitanos. Recientemente han sido encontrados restos fenicios del siglo VIII antes de Cristo bajo la Catedral medieval de la ciudad. Al Tajo lo llamaban Daghi o Taghi (que significa "buena pesca" en fenicio).
Con el desarrollo de Cartago, también colonia fenicia, el "control" o contacto con Alis Ubbo, que venía ejerciendo Tiro pasó a manos cartaginesas. Durante siglos, fenicios y cartagineses desarrollaron la ciudad desde un pequeño puesto comercial hasta un importante centro para el comercio con el norte. Ahí se intercambiaban sus manufacturas por metales, pescado salado y sal de la región, así como de las tribus ribereñas del Tajo. Los caballos, antepasados de los actuales lusitanos eran famosos ya en esa época por todo el Mediterráneo habiendo afirmado Plinio que las aguas del Tajo debían haber sido fecundadas por el viento.
Los primeros hebreos llegaron sin duda con los fenicios, pues convivían en Oriente Próximo. El hebreo es virtualmente idéntico al fenicio y era extraño que en los barcos fenicios no viajaran mercaderes de Judea.
Los Celtas invadieron la zona antes del primer milenio antes de Cristo y se mezclaron con los Íberos, surgiendo tribus de habla céltica como los Cempsii, los Saefes, y los Conios.
Los griegos conocían Lisboa como Olissipo y "Olissipona", nombre que pensaban que derivaba de Odiseo (Οδυσσευς), que para los romanos era Ulises (Vlixes), debido a que esta fue la ciudad que, según la mitología, creó Ulises tras huir de Troya y antes de partir hacia el Atlántico huyendo de la Coalición Griega. Más tarde, el nombre degeneró en el latín vulgar Olissipona. Los griegos tuvieron que abandonar la zona debido a sus conflictos con los cartagineses, que en aquella época dominaban la zona.

## Olissipo: Lisboa romana

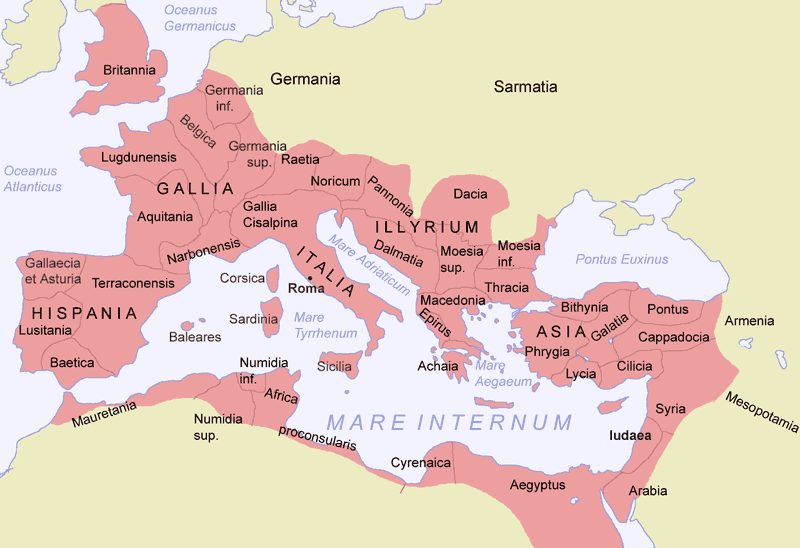
Olissipo se encontraba en la provincia romana de la Lusitania.

Olissipo se alió al Imperio romano cuando estos, liderados por Décimo Junio Bruto Galaico, intentaron conquistar a los lusitanos y otros pueblos del noroeste peninsular. Los habitantes de la ciudad lucharon del lado de las legiones contra esas tribus célticas. A cambio les fue reconocido el título de ciudadanos romanos y a la ciudad se le dio amplia autonomía como municipio romano. Fue incluida en la provincia de Lusitania, con capital en Mérida.
La ciudad se situaba entre la colina del castillo y la Baixa aunque las zonas ribereñas se encontraban aún sumergidas bajo las aguas del Tajo. Olissipo, durante la época romana fue una importante plaza comercial, estableciendo conexión con las provincias del norte y del Mediterráneo. Sus principales productos eran el garum, una salsa de pescado de lujo, la sal y los famosos caballos lusitanos.
La ciudad fue uno de los principales centros de la introducción y desarrollo del Cristianismo en la península ibérica. El primer obispo fue San Gens.

## Las invasiones y los germanos

Reino de los Visigodos antes de la conquista del Reino de los Suevos.

La degeneración del Imperio y la feudalización de la sociedad romana provocaron las primeras invasiones de los pueblos germánicos, los Hunos y otros pueblos bárbaros. Inicialmente aceptados como colonos en las tierras desiertas por las epidemias (probablemente sarampión y viruela), se transformaron enseguida en expediciones militares con objetivos de saqueo y conquista.
A inicios del siglo V los vándalos (que después se retiraron al norte de África) tomaron Olissipo, seguidos por los alanos que eran de origen iranio. En el 419 Olissipo fue saqueada y quemada por los godos bajo el rey Walia, y finalmente, en 469 se integró en el Reino Suevo cuya capital era Braga. Después de la invasión de los visigodos, estos se establecieron en Toledo y tras varias guerras durante el siglo VI conquistaron a los suevos, unificando la península ibérica, incluyendo a la ciudad que denominaban Ulishbona.
Durante esta época conturbada, Lisboa perdió las conexiones políticas con Constantinopla, pero no las comerciales. Mercaderes griegos, sirios, judíos y otros pueblos orientales cambiaban los productos locales por los del Imperio bizantino, Asia y la India.

## Al-Ushbuna: Lisboa musulmana
Después de tres siglos de saqueos, pillajes y pérdida de dinámica comercial, Ulishbuna se convertiría en una villa corriente del siglo VII. Fue en esa época (711) en la que, aprovechando la guerra civil entre los partidarios de Witiza y los de Rodrigo, las tropas musulmanas lideradas por Táriq ibn Ziyad, subalterno de Musa ibn Nusair, invadieron la península ibérica. Olishbuna fue conquistada en 714 por Abd al-Aziz ibn Musa, uno de los hijos de Musa ibn Nusair, así como el resto del occidente peninsular, iniciando un dominio musulmán que duraría aproximadamente 400 años.
Una vez más, Lisboa, conocida por los árabes como al-Ushbuna (en árabe الأشبونة), se convirtió en un gran centro administrativo y comercial para las tierras de la ribera del Tajo, recogiendo sus productos y cambiándolos por productos del mediterráneo árabe, particularmente de Marruecos, Túnez, Egipto, Siria e Irak. Siguiendo estimaciones actuales, la ciudad tendría más de cien mil habitantes, y con Constantinopla, Salónica, Córdoba y Sevilla sería una de las mayores ciudades de Europa, mucho mayor que el París y Londres medieval, que en aquella época rondaban los 5-10 mil habitantes.
La mayoría de los habitantes pasó a hablar árabe y a profesar la religión islámica por influencia de la minoría invasora que pasaría a ser la élite. La población cristiana, llamada mozárabe, mantiene su propio obispo y continúa siguiendo el rito mozárabe de tradiciones visigodas, ya sea en lengua árabe o una variante del latín vulgar denominada mozárabe, una lengua romance similar al hablado en las tierras del norte de la península. La población cristiana era tolerada ya que era considerada dhimmi a cambio de un impuesto o yizia. Esta comunidad mozárabe, que seguía ritos y costumbres cristiano-visigodas, era muchas veces rechazada cuando entraba en contacto con los cristianos de los reinos del norte. Fueron los mozárabes los que llevaron a Lisboa los restos de San Vicente que se convertiría en el patrón de la ciudad.
La comunidad judía, ya presente desde la fundación de la ciudad por los fenicios fue ampliada en gran medida por los judíos que se establecieron como mercaderes y banqueros aprovechando el crecimiento mercantil de la ciudad. Además de sal, pescado y caballos, negociaban con especias venidas del levante, las plantas medicinales, los frutos secos, miel y pieles. Los saqalibas pasan a integrarse en la población y a tener una posición destacada. El eslavo Sabur al-Saqlabi se convertirá, durante lo que fue conocido por periodo Taifa en el gobernante de la Taifa de Badajoz.
Al-Ushbuna fue renovada y reconstruida de acuerdo con los cánones de Oriente Medio. El crecimiento económico que sufrió la ciudad se vio reflejado en la construcción de numerosas mezquitas, normalmente en el lugar donde antes había habido una iglesia cristiana. Ejemplo de este crecimiento y auge urbano es que la ciudad fue dotada de una gran mezquita en el lugar donde actualmente se encuentra la Sé, la actual catedral de Lisboa. Por otra parte, la fortificación en la cima del monte acabaría trasformándose en el castillo de San Jorge, un palacio para el gobernador o alcazaba, un alcázar y un centro urbano. El barrio de la Alfama creció al lado del núcleo original mientras que la ciudadela de Al-Madam, la actual Almada fue fundada en la margen sur del río para proteger a la ciudad. El origen árabe de estos barrios se puede apreciar por sus angostas y estrechas calles que a su vez dificultaban un posible ataque a la ciudad.
Los árabes y bereberes introdujeron en los alrededores de la ciudad su agricultura de regadío, que es mucho más productiva que los métodos de secano anteriores. Las aguas del Tajo y sus afluentes fueron usados para regar la tierra en verano, produciendo varias cosechas por año y vegetales como la lechuga y frutos como la naranja.
Una vez conquistada, la ciudad perteneció políticamente al califato omeya de Damasco. En las crónicas consta una rebelión de los bereberes o "Moros" frente a la élite formaba por los árabes de Arabia en 740. En 929 la ciudad pasará a pertenecer al Califato de Córdoba, que fue independizado por los supervivientes de la dinastía Omeya frente al nuevo Califato Abbasí.
Con el inicio de la Reconquista, la opulenta al-Ushbuna es objeto de los ataques cristianos, que saquean la ciudad por primera vez en 796 y en otras ocasiones en los años siguientes, liderados por Alfonso II de Asturias. La frontera, sin embargo, se mantenía al norte del Duero. En 844 varias decenas de barcos vikingos aparecen en el Mar de la Paja, y los escandinavos establecen un cerco, conquistan la ciudad y los campos de alrededor, estableciéndose durante 13 días. Pero los vikingos acabarían por ser derrotados por la resistencia de la ciudad, liderada por Alah ibn Hazme.
A principios del siglo X surgen en al-Ushbuna varias sectas islámicas de conversos de la población hispana. Estas sectas son formas de organización política con la que los autóctonos se revuelven contra los obstáculos puestos para su ascenso social por un sistema jerárquico en el que en primer lugar se encontraba una pequeña elite descendiente del profeta Mahoma, después los árabes de pura sangre, luego los bereberes o moros y al final los latinos arabizados y musulmanes. Varios líderes latinos surgirán como Ali ibn Ashra y otros, que se declaran profetas descendientes de Alí (chiitas). Con aliados en otras ciudades inician guerras civiles contra las tropas de los árabes suníes. Los mozárabes eran tratados de peor forma, así como los judíos, sufriendo persecuciones de vez en cuando.
Otro ataque vikingo sin resultado tuvo lugar en 966. El rey Ordoño I de Asturias saquearía nuevamente la ciudad a mediados del siglo IX, así como Alfonso VI de León en 1093, que la retuvo en su reino por dos años, tras la conquista de al-Santaryn (Santarém).
Con la fragmentación del Califato de Córdoba alrededor del año 1000 debido a luchas intestinas, los notables de al-Ushbuna oscilan entre la obediencia a la Taifa de Badajoz o a la Taifa de Sevilla, llevando a cabo gestiones parar lograr una autonomía considerable pero quedando finalmente dentro de los dominios de la Taifa de Badajoz. Tras la muerte de Sabur al-Amirí el 8 de abril de 1022 y el ascenso al trono de Badajoz de su visir Adb Allah b. Maslama b. al-Aftas, los dos hijos de Sabur se establecieron en Lisboa desde donde siguieron proclamando sus derechos sobre el reino de su padre y durante algún tiempo constituyeron una pequeña taifa independiente hasta que su resistencia fue vencida por Abd Allah. Tras la llegada a la península de los almorávides liderados por Ali ibn Yusuf y procedentes del desierto marroquí, la ciudad es tomada por éstos en 1094 e integrada en el califato almorávide. Este califato durará poco tiempo, hasta que volverá a surgir la división en taifas y la autonomía y prosperidad del al-Ushbuna.

## Cruzadas: Portugal conquista Lisboa

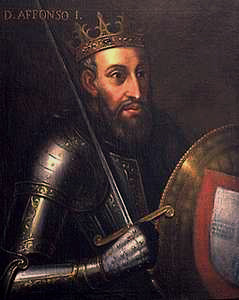
Afonso Henriques, el primer Rey de Portugal.

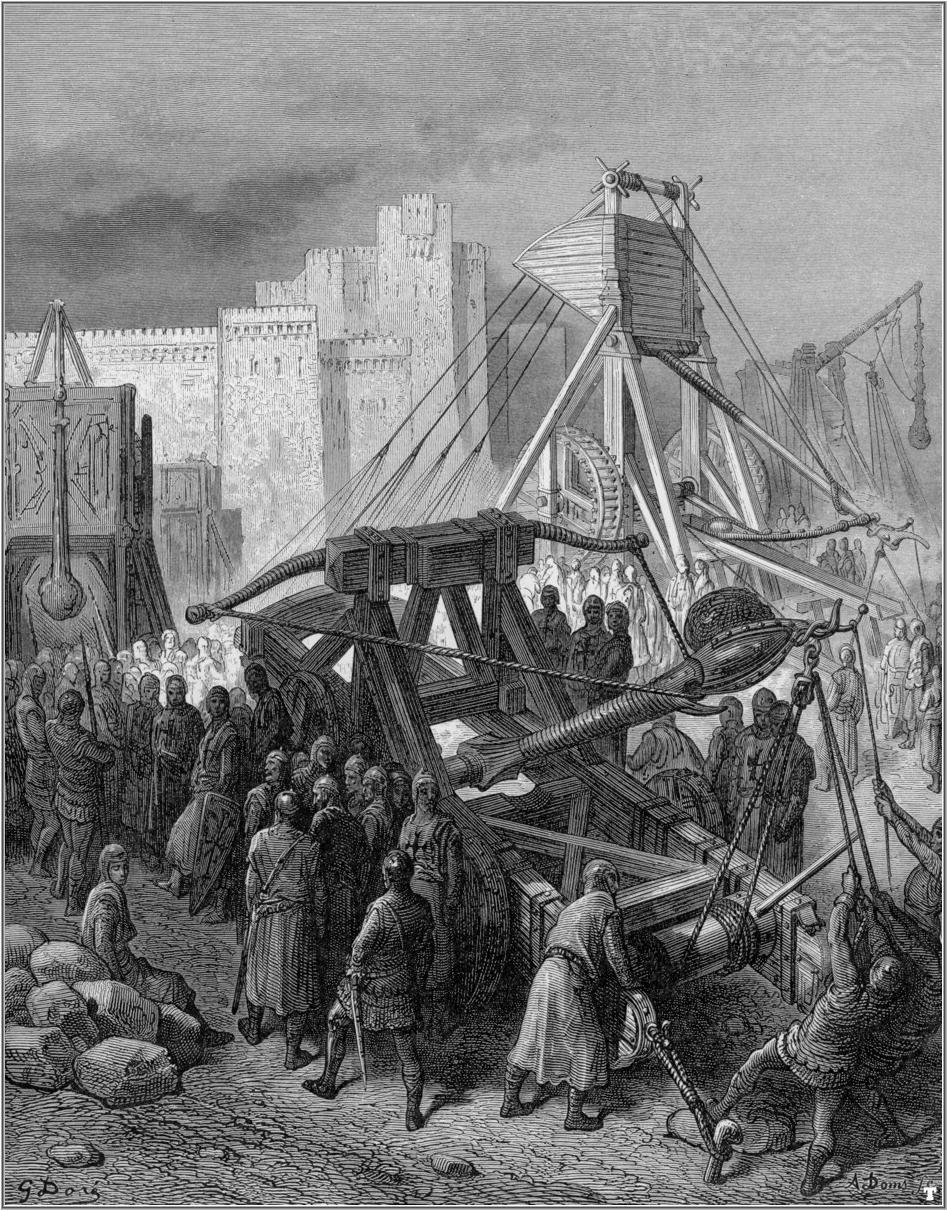
Cruzados con Máquinas de Guerra.

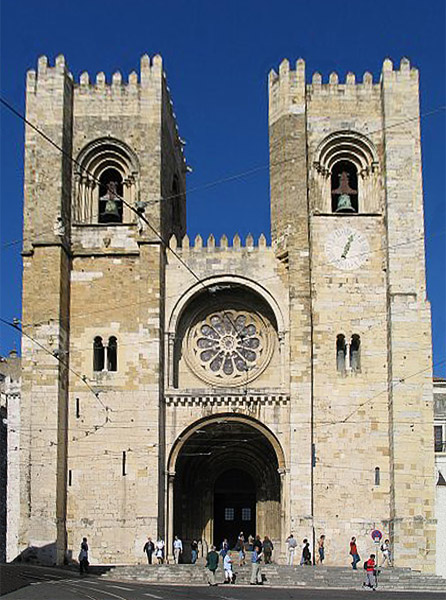
La catedral románica de Lisboa.

Mientras los dominios musulmanes del sur de la península ibérica se fragmentaban dando origen a los taifas, en los reinos cristianos del norte tuvo lugar la separación del Condado Portucalense del Reino de León, en plena Reconquista del tercio norte peninsular. A pesar de tener su capital en Guimarães, la fuerza económica que posibilitaba la autonomía del Condado Portucalense la constituía la ciudad de Oporto, que en portugués significa puerto. Oporto era el puerto de la ciudad de Cale, la actual Vila Nova de Gaia y de la unión de ambos términos surgió el topónimo de Portugal. De la ciudad de Cale viene también el topónimo Galicia, del que el condado de Oporto formó parte desde 848. 
El nuevo reino cristiano, centraba su economía en el dinamismo comercial de la incipiente ciudad de Oporto, que se sitúa en una importante posición estratégica, en la desembocadura del Duero, una de las principales arterias fluviales de la península ibérica. En una situación similar se encuentra la ciudad de Lisboa, asentada en el estuario del Tajo, la cual terminaría por convertirse en la capital del reino.
La primera tentativa de Alfonso I de Portugal de conquistar al-Ushbuna tuvo lugar en 1137 pero fracasó frente a las murallas de la ciudad. En 1140, aprovechando a los cruzados que se encontraban atravesando el país Portugal para llevar a cabo un nuevo ataque que finalmente terminaría también por fracasar.
Entre los meses de junio y julio de 1147, asistido por un número mayor de caballeros cruzados embarcados en 164 barcos de apoyo, el rey consigue su propósito y termina por conquistar la ciudad. Mientras que las fuerzas portuguesas atacaban por tierra, los cruzados, en su mayoría ingleses y normandos, auspiciados por las promesas de libre saqueo, preparaban sus máquinas de asedio, entre las que se encontraban catapultas y torres atacando desde el mar e impidiendo la llegada de refuerzos de los taifas del sur. En las primeras batallas, los musulmanes vencen a los cristianos terminando con la vida de muchos de ellos, lo que trajo consigo una desmoralización en las tropas cristianas que desembocaría en varios conflictos sangrientos entre los distintos grupos de cristianos.
Tras varios intentos, una de las puertas fue derribada y el portugués Martim Moniz logró mantenerla abierta, utilizando para ello su propio cuerpo, y permitiendo que sus compañeros entrasen, muriendo por aplastamiento. Probablemente, la ayuda de las máquinas de asedio, fue esencial para que las murallas cedieran el 23 de octubre de 1174. Tras tomar la ciudad, los colonieses y flamencos no respetaron el juramento ni la palabra dada al rey de Portugal y saquearon la ciudad, actuando sin respeto contra las doncellas y decapitando al obispo mozárabe. Tras la conquista, una epidemia de peste terminaría con la vida de miles de personas, especialmente entre las poblaciones de mozárabes y musulmanes.
Alfonso Henriques toma oficialmente la ciudad el 1 de noviembre de ese año, en una ceremonia religiosa en la que manda a transformar la gran mezquita de siete cúpulas, en lo que se convertiría en la actual catedral de Lisboa. Al recién nombrado obispo, Gilbert de Hastings, un cruzado inglés, así como a muchos de los cruzados más destacados, se les conceden tierras en la región y títulos nobiliarios. Antonio de Padua nace en el año de 1195 en la ciudad, siendo bautizado con el nombre de Fernando de Bulhões.
El rey daría una Carta Puebla en 1179 e intentaría recuperar las conexiones comerciales de la ciudad inaugurando un nuevo mercado. El resultado de estos esfuerzos llevó a que los mercaderes portugueses cristianos y judíos no sólo retomaran los contactos comerciales de la antigua al-Ushbuna, como con Andalucía (Sevilla y Cádiz), y en el Mediterráneo hasta Constantinopla, sino que abrirían nuevas rutas con los puertos del norte de Europa, los cuales los musulmanes raramente visitaban, debido en gran parte a las diferencias culturales. De hecho, la primera vocación de la Lisboa medieval cristiana es la mediación en el comercio entre el mar del Norte y el Mediterráneo, pero gracias a los avances en la navegación oceánica los volúmenes de mercancías son cada vez mayores. Fruto de ello, en las ciudades de Sevilla, Southampton, Brujas así como en algunas ciudades de la Liga Hanseática se abren casas de mercaderes portugueses, mientras que los judíos portugueses retomaron el comercio con sus primos del norte de África. Entre las mercancías que se intercambiaban en la ciudad se encontraban las especias y seda; oro, marfil, arroz, carbón, almendras y azúcar que eran compradas a los árabes y moros; junto con aceite, sal, vino, corteza, miel y cera que producía Portugal y los textiles de lana, lino, estaño, hierro, colorantes, ámbar, armas, pieles y productos artesanales que provenían del norte. Se crearon unos astilleros para la construcción de más barcos comerciales así como militares, siendo esencial la ayuda de la armada para la protección del comercio, especialmente en la lucha contra los piratas sarracenos. Para responder a la creciente demanda de una población cada vez mayor en Europa, en el siglo XIII, son estimuladas las innovaciones en la construcción de los barcos, que de la barca fuerte más tosca pasan, en una síntesis de conocimientos cristianos, vikingos y árabes a la carabela (la primera referencia es de 1226), el primer navío atlántico. A las profesiones ligadas a la navegación como la carpintería y la marina, se les dan privilegios y protección, incluyendo la creación en Lisboa de una institución judicial propia, el alcalde del Mar (1242).
Un efecto indirecto de todo este dinamismo de Lisboa es la ruina de los comerciantes germánicos, que hacían el mismo comercio por poseer (una ruta más difícil pero la única posible cuando los navíos musulmanes y sus piratas controlaban el sur de España y el estrecho de Gibraltar) una ruta entre los Países Bajos y la Liga Hanseática e Italia y sus puertos. El Sacro Imperio Romano Germánico perdió influencia sobre sus reinos, ducados y ciudades estados, y los mercaderes alemanes, hasta ese momento señores del comercio europeo, fueron forzados a buscar nuevos mercados en oriente. 
Consecuentemente con esta prosperidad y con el aumento de la seguridad en Lisboa tras la definitiva conquista del Algarve en el siglo XIII, en 1256, Alfonso III de Portugal constata lo obvio y cambia la sede de la capital del reino a la mayor y más vigorosa ciudad de su reino, trasladando hasta allí la corte, los archivos y la tesorería (que se encontraban en Coímbra). Dionisio I de Portugal, el primer rey en presidir todo su reinado en Lisboa, creará la Universidad de Lisboa en 1290, que pasará a Coímbra en 1308 debido a los conflictos de los estudiantes con los lisboetas. En esa época la zona donde se encuentra hoy la Praça do Comércio es ganada al mar, a través de drenajes del terreno (que ya se encontraba cubierto de sedimentos). Se diseñaron nuevas calles como la Rua Nova, y el Rossio se convierte por primera vez en el centro de la ciudad. Otras construcciones de Dionisio I fueron una muralla frente al nuevo muelle de la Ribeira para defenderse de los piratas así como la reforma del Castillo árabe, que terminaría siendo destruido por el Terremoto de Lisboa de 1755. Este monarca también impulsó la construcción de la catedral de Lisboa. 
Además de las colonias de portugueses en las ciudades del norte de Europa, colonias de mercaderes del resto de Europa se establecerían en la ciudad, que se convertiría en una de las más importantes dentro del comercio internacional. Excluyendo a los judíos (que ya la habitaban como portugueses que eran), los genoveses fueron los más numerosos, acompañados por venecianos, además de holandeses e ingleses. Estos mercaderes traerían técnicas de cartografía y de navegación así como técnicas bancarias, financieras y otras, conocidas como sistema mercantilista, además de conocimientos sobre los orígenes asiáticos de los productos de lujo como las sedas y especias, que en la época eran traídas a occidente por los comerciantes bizantinos e islámicos. 
Políticamente, las tensiones con Castilla son contrarrestadas por una alianza firmada en 1308 y que perduró ininterrumpidamente hasta hoy en día, con el principal centro comercial del continente, Inglaterra. La alianza formó uno de los bandos de la Guerra de los Cien Años. El otro bando lo constituirían Castilla y Francia. En tiempos de Fernando I se inicia una guerra con Castilla y los barcos lisboetas con cañones son capturados, ocurriendo lo mismo con los genoveses en un ataque sin éxito a la ciudad de Sevilla. En respuesta, los castellanos ponen cerco a Lisboa, tomándola en 1373, retirándose tiempo más tarde a cambio de una compensación monetaria. Después de ese desastre se construyen las murallas fernandinas de Lisboa. 
Socialmente, en las clases más bajas se encontraba todo tipo de jornaleros y mercaderes de calle, además de los pescadores y agricultores de las huertas. De esta época datan los nombres de varias calles de oficios, en las cuales se organizaban las corporaciones de mestrerías, dirigidos por los maestres: Rua do Ouro (joyeros de oro); Rua da Prata (plateros); Rua dos Fanqueiros; Rua dos Sapateiros (zapateros); Rua dos Retroseiros y Rua dos Correeiros. En estas corporaciones se educaba a los aprendices, poseyendo sistemas de protección social y de control de precios, beneficiando con ello a sus miembros. La aristocracia, atraída por la corte, se establecería construyendo grandes palacios, y desempeñando funciones burocráticas. Pero la clase social más importante de Lisboa era la de los mercaderes, la burguesía que en realidad era la fuerza de este núcleo comercial, uno de los más importantes de Europa. Son los magnates del comercio los que controlaban la ciudad y su concejo oligárquico. Fue debido a las necesidades de estos que se organizarían en la ciudad los siguientes profesionales: los banqueros para coordinar los riesgos, los letrados, para proteger y manipular sus derechos legales, especialistas y científicos para construir sus barcos e instrumentos de navegación. Con su influencia, consiguen obtener de la monarquía medidas mercantilistas que les favorecían y que fueron el gran impulso a la exploración de nuevos mercados. La Companhia das Naus fue fundada, se trata de una verdadera compañía de seguros que exigía el pago de cuotas obligatorias a todos los armadores a cambio del resarcimiento de las pérdidas sufridas tras los naufragios, organizando los más de quinientos navíos que poseían los magnates de la ciudad. Con los lucros cada vez mayores, los mercaderes más ricos adquieren títulos de nobleza, mientras que los hidalgos más pobres comenzaron a dedicarse al comercio. 
Entre las minorías se encontraban los judíos y los musulmanes (no sólo moros sino árabes y latinos islamizados de lengua árabe). Existía una gran judería que ocupaba las freguesias de Santa María Madalena, São Julião y São Nicolau, en Rua Nova y dos Mercadores (donde se encontraba la gran Sinagoga). Los judíos, (tal vez el 10% de la población o incluso más) eran grandes comerciantes manteniendo vínculos con sus compatriotas repartidos por toda Europa, norte de África y Oriente Próximo, dedicándose, los que no lo hacían al comercio, a ejercer profesiones cualificadas como letrados, médicos, cartógrafos especialistas en las artes y ciencias etc. Su actividad fue fundamental para la vitalidad económica de la ciudad. Entre los judíos sefardíes de Lisboa se encuentran grandes nombres como Abravanel. Sin embargo, eran forzados a vivir por separados, tenían prohibido salir de noche, eran obligados a usar distintivos en la ropa y pagan impuestos extra, además de ser siempre las primeras víctimas en revueltas populares. 
La Mouraria (morería) era el gueto correspondiente para los musulmanes, conteniendo la gran mezquita que estaba situada en la Rua do Capelão. Pese a todo, no eran tan prósperos y educados como los judíos, ya que las élites musulmanas habían huido al norte de África, mientras que los judíos letrados hablantes de portugués no tenían otra patria. La mayoría de ellos eran trabajadores de bajo nivel de cualificación con salarios bajos y muchos de ellos eran esclavos de los cristianos. Tenían que llevar signos en la vestimenta y pagar un impuesto extra, sufriendo además la violencia de las multitudes. El término alfacinha (gentilicio popular de Lisboa) viene del cultivo de lechugas (Alface en portugués) que era típico de los árabes porque esta hortaliza se desconocía en el norte. 
Sin embargo, la prosperidad de la ciudad sería interrumpida. En 1290 ocurrió el primer terremoto histórico, muriendo millares de personas y desmoronándose varios edificios. Otros terremotos se registraron en 1318, 1321, 1334, 1337 y uno grande en 1344 que destruyó parte de la catedral y de la Alcazaba; nuevamente en 1346, 1356 (destruyó otra porción de la catedral), 1366, 1395 y 1404, posiblemente todos causados por los reajustes de la misma falla. El hambre surge en 1333 y en 1348 aparece por primera vez la Peste Negra, que acabó con la mitad de la población. Estas catástrofes destruirían en Lisboa, como en el resto de Europa, el espíritu vibrante de la Baja Edad Media, con sus catedrales y su espíritu de cristiandad universal,[cita requerida] pero prepararían el camino para el surgimiento de una nueva civilización, la de los descubrimientos y del nuevo espíritu científico.

## Revolución

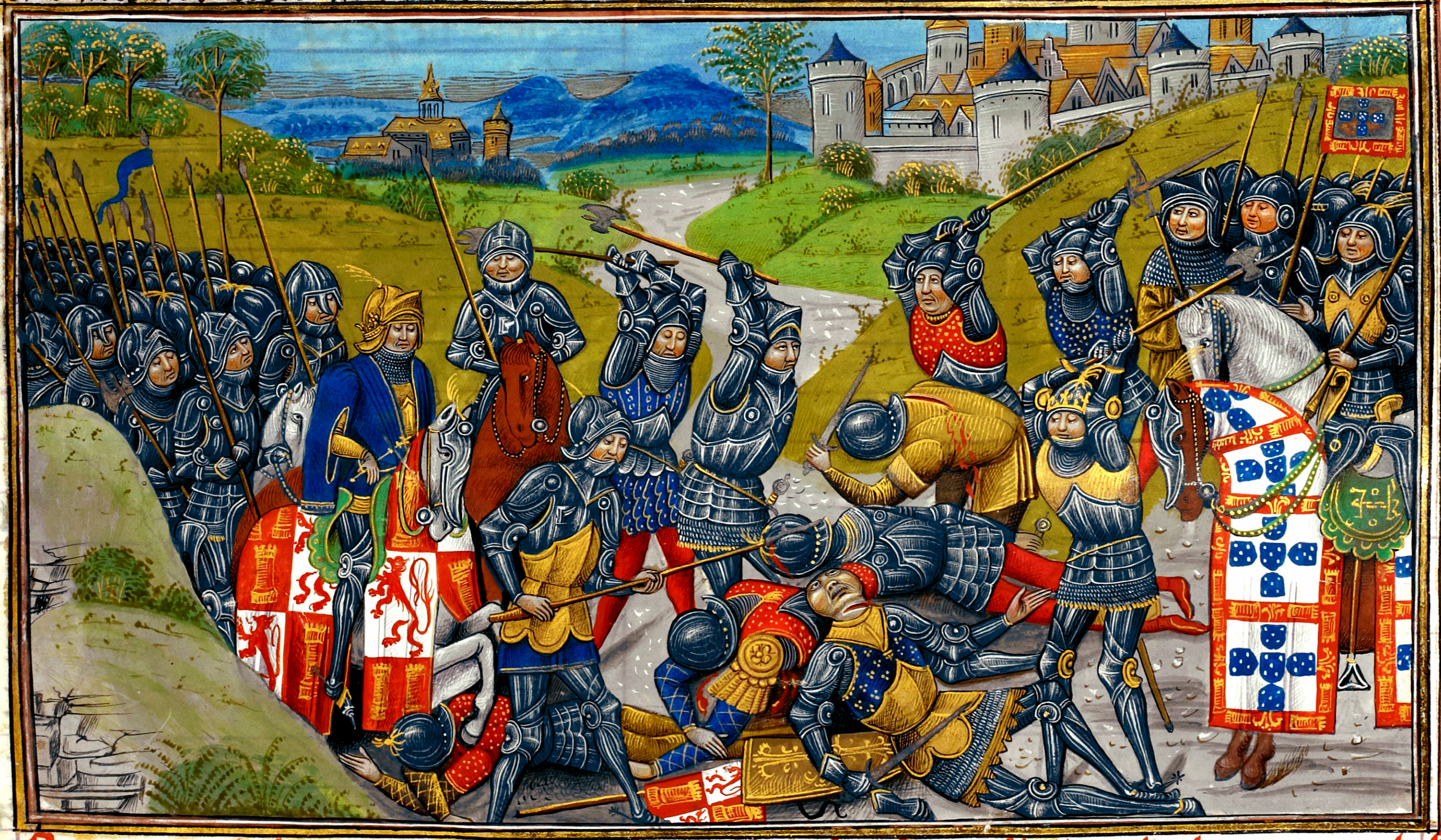
En la Batalla de Aljubarrota la nueva elite burguesa de Lisboa derrotó a la vieja aristocracia feudal de Portucale y su aliado, Castilla.

El nuevo capítulo de la historia de Lisboa nace con una gran revolución provocada por la crisis de 1383-1385. Después de la muerte de Fernando I de Portugal, el reino pasaría a los reyes de Castilla, concretamente a Juan I de Castilla. Los grandes aristócratas y clérigos del norte, poseedores de grandes propiedades en el sur, que adquirieron durante la Reconquista, tenían intereses y cultura semejantes a los castellanos, con énfasis en las distinciones sociales basadas en la posesión de la tierra, en el espíritu de la Cruzada contra los moros en el norte de África y en los beneficios de la unión de toda Hispania. Sin embargo esos no eran los intereses de los mercaderes de Lisboa (la mayoría de los cuales pequeños hidalgos). Para Lisboa la unión con Castilla significaría la disolución de las conexiones comerciales con Inglaterra y el norte, así como con Oriente Próximo; además de un desvío de la atención de los privilegios de los mercaderes y de la construcción de barcos comerciales y de guerra para centrarse en los ejércitos de tierra y en los privilegios de los nobles. Es por eso que los mercaderes y pequeños comerciantes apoyaban en un primer momento al maestre de la Orden de Avís, Juan I de Portugal. La guerra de 1383 es en el fondo una guerra entre la aristocracia conservadora católica y medieval, muy semejante a la que existía en Galicia, León y Castilla, de donde provenía el antiguo Condado Portucalense centrado en el Miño y los intereses de los mercaderes ricos de Lisboa. Los nobles del norte habían fundado y conquistado el país y para ellos el dominio creciente de Lisboa amenazaba su supremacía, mientras que la unión con los castellanos la restablecía. Para Lisboa, una ciudad comercial, las prácticas feudales y las guerras terrestres de los castellanos suponían un riesgo para sus negocios. Son los burgueses los que ganan la lucha, con sus conexiones inglesas y grandes capitales: el maestre de Avís es proclamado Juan I de Portugal, venciendo en el cerco de Lisboa de 1384 y la batalla de Aljubarrota bajo la dirección de Nuno Álvares Pereira en 1385 contra las fuerzas de Castilla y de los hidalgos del norte. La nueva aristocracia portuguesa es formada por los mercaderes lisboetas, y sólo a partir de esa fecha el centro de Portugal pasa realmente a Lisboa, convirtiéndose en una suerte de ciudad estado, en la que sólo sus intereses determinan el rumbo y la independencia del país. 
Los nuevos nobles burgueses construyen sus palacios en el barrio de Santos; otros edificios son los de la Universidad en la Alfama, el Convento do Carmo; y algunos de los primeros edificios residenciales de Europa, con hasta cinco plantas. La ciudad está compuesta por calles estrechas y tortuosas, la mayoría de tierra batida, en la que las casas se alternan con las huertas. La ciudad continúa creciendo y el abandono del regadío obliga a importar trigo de Castilla, Francia, de las tierras del río Rin y hasta de Marruecos. Lisboa es una ciudad que crece demasiado hacia el campo, y este se convierte en un territorio semejante a los de otras ciudades comerciales de Europa. Lisboa, junto con Amberes en el Atlántico tienen la misma importancia comercial que Venecia, Génova y Barcelona en el Mediterráneo; o Hamburgo y Lübeck en el Báltico. 
La política exterior sigue los intereses de Lisboa; son firmados acuerdos comerciales y de cooperación con las ciudades estado de Venecia (1392), Génova (1398), Pisa y Florencia cuyos mercaderes ya vivían en la ciudad desde hacía muchos años habiendo muchos de los cuales cambiando su nombre a un nombre portugués. Ceuta fue conquistada en 1415 para permitir a los comerciantes de Lisboa un mejor control local (y lucha contra los piratas sarracenos) del comercio mediterráneo que pasaba hacia el norte a través de las Columnas de Hércules así como la exportación de trigo marroquí a mejores precios. Además de eso, en ese tiempo, Ceuta recibía las caravanas de oro y marfil, comercio que los lisboetas querían dominar y se temía que su rival, la Sevilla castellana o la Barcelona aragonesa tomaran la ciudad. La alianza con Inglaterra, uno de sus mayores clientes prosiguió.

## Lisboa, la señora de los mares
La colaboración estrecha con los italianos, que dominaban la navegación en el Mediterráneo desde tiempos del Imperio romano trajo frutos a la ciudad de Lisboa. Se emprendieron varias expediciones con tripulaciones italianas y portuguesas, en las cuales fueron descubiertos los archipiélagos de Madeira y Azores. Algunos afirman que incluso se habría llegado a Brasil. Estas islas permitieron el establecimiento de nuevas ciudades puerto, útiles para la exploración de nuevos mercados.
La prosperidad de Lisboa se vio amenazada cuando el Imperio otomano invadió y conquistó los territorios árabes del Norte de África, Egipto y Oriente Próximo en el siglo XV. Los turcos son en un principio hostiles a los intereses de Lisboa y de sus aliadas Venecia y Génova, y el comercio de las especias, oro, marfil y otros bienes sufre fuertemente. Los mercaderes de Lisboa, muchos de ellos descendientes de musulmanes o judíos con conexiones con el norte de África, reaccionan procurando negociar directamente con los productores de esos bienes sin usar a los mediadores musulmanes. Las conexiones de los judíos portugueses y los del norte de África, unido a la conquista de Ceuta, permiten a los portugueses espiar a los mercaderes árabes y descubrir que el oro, los esclavos y el marfil llegan a Marruecos en caravanas a través del desierto del Sahara desde las tierras del Sudán, y que las especias como la pimienta eran llevadas a Egipto a través del mar Rojo desde la India. La nueva estrategia de los mercaderes portugueses, cristianos y judíos era navegar directamente hasta la fuente de las materias primas. 

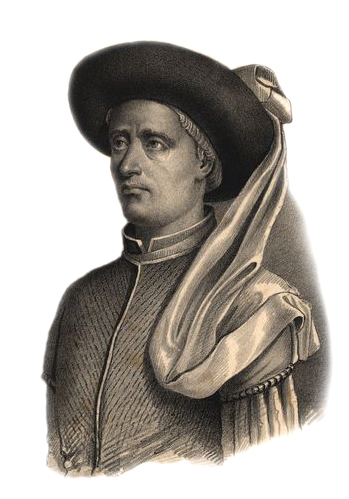
El infante Don Henrique.

El gran impulsor de ese objetivo fue Enrique el Navegante, que residía en la ciudad de Tomar. Sede de la Orden de Cristo (los antiguos templarios) y de una gran comunidad de mercaderes judíos, la ciudad está también muy ligada a Lisboa por el comercio de los cereales y frutos secos (una de las principales exportaciones de Lisboa). Los capitales y conocimientos de Oriente por parte de los templarios y judíos fueron sin duda fundamentales para conseguir los propósitos de los mercaderes lisboetas. El infante don Enrique es el impulsor de un proyecto que no fue invención propia, sino que lo habían fraguado los comerciantes de Lisboa. Estos sustentaban a través de impuestos y tasas a la monarquía, convirtiéndola en prácticamente autónoma frente a los impuestos pagados por la nobleza señorial. El Infante creó un cierto dirigismo de Estado: los grandes riesgos y capitales necesarios para la apertura de nuevas rutas precisan de la colaboración de todos los mercaderes a través del Estado (como actualmente muchos proyectos de gran capital, que son emprendidos internacionalmente). El infante don Enrique organizó y dirigió los esfuerzos de los navíos portugueses para llegar a las fuentes de oro, marfil y esclavos, que ya intentaban los navíos de forma infructuosa. Con el capital de la Orden de Cristo se fundan escuelas de marineros y se concentran recursos y conocimientos de los mercaderes lisboetas, judíos e italianos para lograr el objetivo. Varias expediciones se lanzan bajo la forma de contratos con algunos de los burgueses más influyentes de la ciudad hasta que en 1460 se llega al golfo de Guinea. En esa época hay una nueva tentativa de los nobles del norte para retomar el control del reino, asustados por la creciente prosperidad de los mercaderes de Lisboa y la pérdida de sus rendimientos. El propósito es la facilidad de la conquista de Ceuta, que abre perspectivas de más conquistas realmente fáciles en el norte de África. Esta empresa sería favorable a los nobles, que ganarían más tierras y arrendatarios en Marruecos, pero era contraria a los mercaderes hidalgos de Lisboa, que serían los que pagarían los impuestos extraordinarios necesarios para las expediciones y que preferían invertir en el descubrimiento de nuevos territorios en África y Asia, además de estar en contra de la nobleza procastellana del norte. Todas las luchas que llevó a cabo Juan II se mantuvieron contra esos nobles con la ayuda de los comerciantes lisboetas, experimentando la realidad subyacente de que era una lucha entre Lisboa y el norte, entre el condado Portucalense, raíz de la nación, y su definición futura. Después de varias conspiraciones e incidentes, en las cuales más de una vez los nobles del norte pidieron ayuda al reino de Castilla, Lisboa y sus comerciantes ganaron y los cabecillas nobles fueron ejecutados, como el duque de Braganza y el duque de Viseu, muertos en 1483 y 1484 respectivamente. Todos los proyectos de expansión terrestre en África son abandonados a cambio del comercio en las nuevas tierras descubiertas más al sur. Después de la muerte de Enrique el Navegante, cuando el camino ya estaba abierto, se inicia la iniciativa privada. Fernão Gomes, un mercader lisboeta, fue el primero al que se le reconoció el monopolio sobre el comercio africano, en 1469, a cambio de haber descubierto 500 kilómetros de costa hacia al sur y cada año una tasa de veinte mil reales. 
Las islas de Madeira y Azores son repobladas y se insertan programas de cultivo importantes para la economía de Lisboa: la caña de azúcar y la viña. En la recién descubierta Guinea se intercambian productos baratos como botes de metal a cambio de oro, marfil y esclavos. Los nativos cambian su actividad económica para intercambiar con los Europeos, pero no son conquistados, el objetivo era el lucro y no la colonización. El resultado es un nuevo impulso para la economía de Lisboa. En la capital aparece el azúcar, el índigo y otros colorantes de ropa, el algodón del norte de África y gran cantidad de oro de Guinea y del reino de Ghana. Además de eso se traficaba con esclavos provenientes de las poblaciones guanches de Canarias, azaenegas de la costa africana y negros de Guinea. Los primeros esclavos son distribuidos por el territorio portugués, y aparecen los primeros esclavos de piel oscura en las tierras del interior del país, comprados por los señores de las propiedades. Un producto innovador fueron las guindillas, que se cultivaron en la India, pero que fueron llevadas hasta ahí por los mercaderes lisboetas, ya que son originarias de la Guinea. Rápidamente este bien de monopolio lisboeta ganó fama en la cocina mediterránea. 
Sin embargo, los mejores mercados y productos venían de otro descubrimiento, la India y oriente. La guerra entre el Imperio otomano y Venecia aumentó mucho los precios de la pimienta y otras especias así como de la seda, traída por los venecianos para Italia y Lisboa y de ahí para el resto de Europa. La seda la recogían en Egipto ya que era traída por los árabes desde la India a través del Mar Rojo. Para acabar con el "problema turco" se organiza el viaje de Vasco da Gama, también por iniciativa de los mercaderes lisboetas, pero con capital regio, que llega a la India en 1498. De ahí los comerciantes alcanzan China donde fundan el puesto comercial de Macao, llegando a Indonesia y Japón antes de finales del siglo XVI. Por el camino establecen contactos comerciales y puertos de escala con jefes tribales y reyes en Angola y Mozambique. Con Alfonso de Albuquerque se consolida un gran imperio colonial, cuya armada aseguraba en Océano Índico y puertos en localizaciones convenientes para los mercaderes venidos de Lisboa. La armada se encargaba de defender los intereses portugueses frente a los turcos y árabes. No se conquistan territorios, simplemente se establecían puertos de escala seguros y lugares de cambio de mercancías con los nativos. En el otro lado del mundo, Pedro Álvares Cabral llega al Brasil en 1500. 

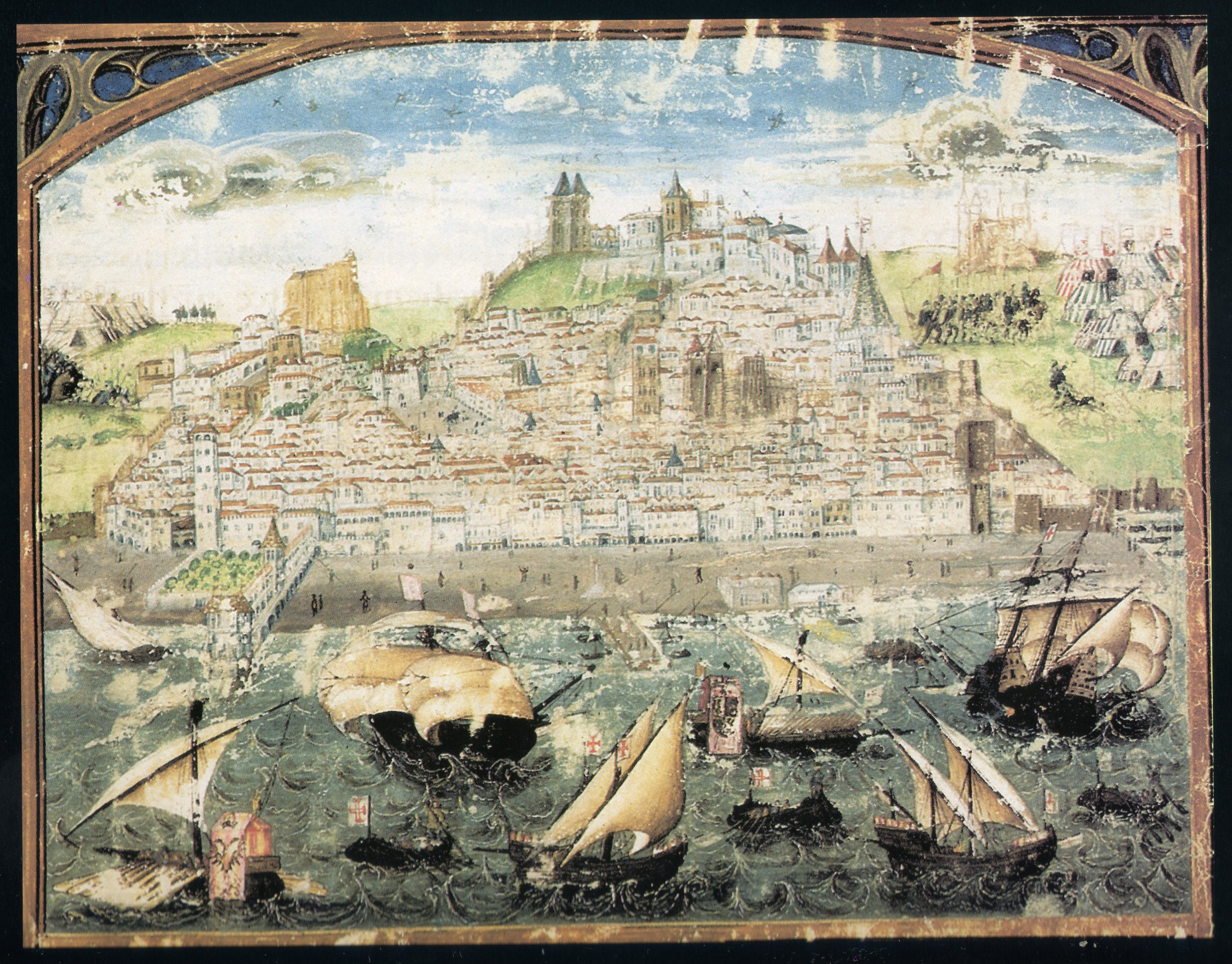
Lisboa hacia la primera década del siglo xvi.

El resultado para la ciudad de Lisboa son los nuevos productos que intercambia con el resto de Europa; además de los productos africanos llega la pimienta, canela, jengibre, Nuez moscada, plantas medicinales, tejidos de algodón y los diamantes por la ruta de las naos de la India; las especias de las Molucas, las porcelanas Ming y la seda de China, los esclavos de Mozambique y el azúcar brasileño. Además de eso continúa el comercio de bacalao con Terranova, los frutos secos y el vino. Otras ciudades portuguesas como Oporto y Lagos contribuyen con el comercio de forma marginal, prácticamente limitándose a exportar e importar de Lisboa. Los lisboetas además controlan gran parte del comercio de Amberes, de donde importaban tejidos finos para el resto de Europa. Los mercaderes alemanes e italianos, viendo que sus rutas, terrestres en caso de los primeros y marítimas en caso de los segundos estaban abandonadas, fundan casas de comercio en Lisboa reexportando los productos de todo el mundo hacia el este de Europa y Oriente Próximo. 

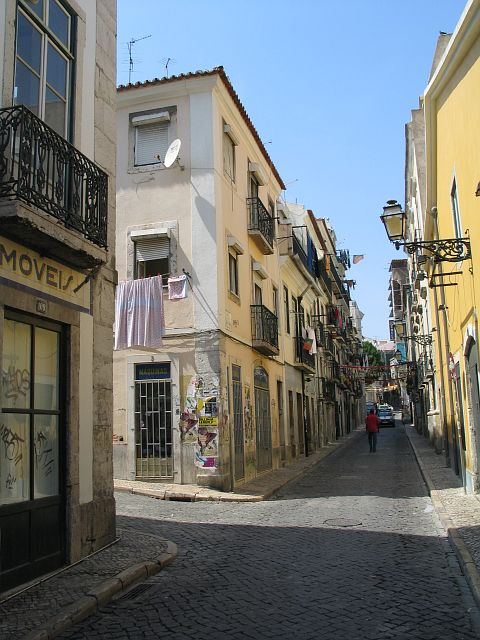
Calle típica del barrio alto.

Lisboa se convierte en un mercado de productos de lujo para las elites europeas: Venecia y Génova se arruinan e Inglaterra y Países Bajos se ven obligados a imitar a los portugueses para parar la pérdida de divisas. Los lisboetas controlaron durante varias décadas todo el comercio desde Japón a Ceuta. La ciudad gana tanta fama que llega a ser un mito, y en el siglo XVI es sin duda la ciudad más rica del mundo. Hacia ella se dirigen numerosos contingentes de inmigrantes, que se mezclan con las minorías judaica y musulmana, además del gran número de esclavos africanos (serían entre un décimo y un quinto de la población) y hasta algunos indios, chinos, japoneses y sudamericanos. En tiempos del rey Manuel I de Portugal, en las calles de Lisboa las fiestas se celebraban con desfiles de leones, elefantes, rinocerontes, camellos y otros animales desconocidos en Europa desde el Circo romano. Un rinoceronte y un elefante llegan a ser ofrecidos al papa León X. En Europa el mito de Lisboa y de sus descubrimientos es tan grande que cuando Tomás Moro inventa su isla de la Utopía intenta darle credibilidad diciendo que fueron los portugueses los que la descubrieron. 

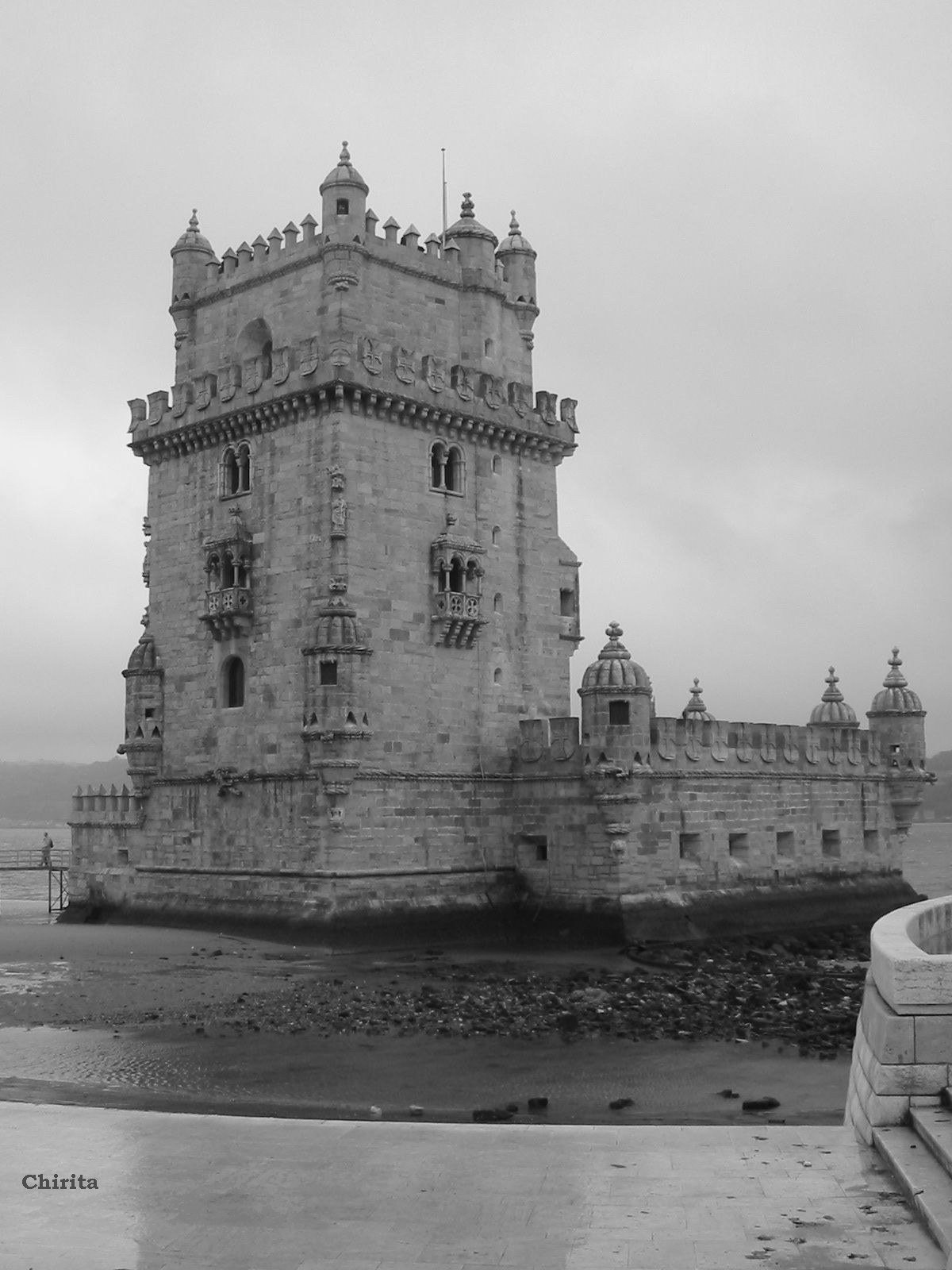
Junto a la Torre de Belém anclaban las naves que partían hacia los puntos comerciales.

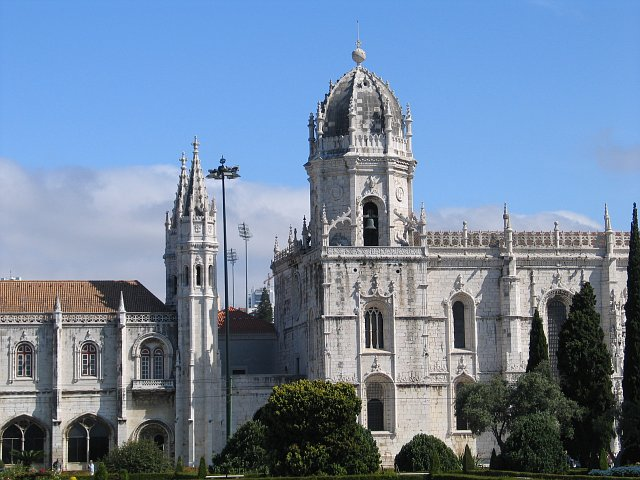
El Monasterio de los Jerónimos de Belém, terminado en 1572.

Para organizar todo el comercio privado y recaudar impuestos, en la capital del siglo XVI se crean las casas portuguesas de comercio: la Casa de la Mina, la Casa de Arguim, la Casa de los Esclavos, la Casa de Flandes (Países Bajos) y la célebre Casa de la India. Los grandes beneficios son usados para la construcción de otros edificios: de este siglo son el monasterio de los Jerónimos de Belém y la torre de Belém, en un nuevo estilo, el manuelino (que evoca el comercio de ultramar). Se construye en esta época el palacio de Ribeira, que fue destruido por el terremoto de Lisboa de 1755. El impulso a la pavimentación de las calles con formas geométricas y diseños formados por cubos de caliza blanca y negra fue un lujo de la época, que otras ciudades de Europa no se podían permitir. La ciudad se extendía llegando a poseer doscientos mil habitantes. En esta época se construyó el Bairro Alto, que inicialmente se conocía por Vila Nova dos Andrades en honor a los ricos burgueses gallegos que allí se establecieron. Pronto se convertirá en el barrio más rico de la ciudad. En 1552 se inauguró la Feira da Ladra que aún funciona en el mismo local. 
El siglo XVI en Lisboa es el siglo de oro de las ciencias y letras portuguesas: entre los científicos y humanistas de la época están Damião de Góis (amigo de Erasmo y Lutero), el matemático Pedro Nunes, el médico y botánico Garcia da Orta y Duarte Pacheco Pereira; entre los escritores Luís de Camões, Bernardim Ribeiro, Gil Vicente y otros. Isaac Abravanel, uno de los mayores filósofos judíos es nombrado tesorero real. 
Socialmente todas las clases se benefician. Los hidalgos urbanos de la administración real y los burgueses son los más beneficiados pero el pueblo llano vive con lujos intangibles para los ingleses franceses o alemanes de la época. Los trabajos pesados los hacían los esclavos africanos y los gallegos. Los primeros son vendidos en la Praça do Pelourinho, siendo separadas las familias, y trabajan todo el día sin salario, algunos sujetos a un trato brutal. A los segundos les compensaba el viaje debido a las condiciones miserables de la España rural, y la lengua era prácticamente idéntica por lo que se facilitaba la integración.
Los judíos incluían a algunos pobres mientras que otros se encontraban entre los más educados y ricos comerciantes, financieros y letrados de la ciudad. El primer libro impreso en Lisboa fueron los Comentarios sobre el Pentateuco de Moisés ben Nahman, un libro en hebraico, publicado por Eliezer Toledano en 1489. Em 1496 los españoles expulsan a los judíos de su territorio, debido al espíritu de la monarquía de los Reyes Católicos. Muchos irán a Lisboa, habiéndose prácticamente duplicado la población. (después de la expulsión serían un quinto de los lisboetas). A cambio de una boda real, los Reyes Católicos piden a Manuel I de Portugal que haga lo mismo. Reconociendo la importancia central de los judíos en la prosperidad de la ciudad, Manuel I decreta antes que todos los judíos son cristianos y no los deja salir del país. Durante muchos años, estos marranos practicaban el judaísmo en secreto o abiertamente a pesar de los motines y la violencia contra ellos (como muchos niños que son separados de sus padres y dados a familias cristianas que los esclavizan) son tolerados hasta la implantación de la Inquisición en Portugal, que ocurrió muchos años después. El resultado es la ascensión social de los judeoconversos. Temporalmente sin las limitaciones de los judíos, alcanzan los cargos más elevados de la corte. Nuevamente, las antiguas elites descendientes de la aristocracia del Reino de Asturias y del Reino de Galicia (los nobles de Portucale) son las que crean problemas de ascenso social a los judíos, que frecuentemente eran más educados y más hábiles que ellos. Los cristianos viejos terminarán por lograr la masacre de Lisboa de 1506, inicitada por los curas de las iglesias. Varios millares de judeoconversos son masacrados antes de que las tropas del rey lo impidieran. Como resultado del conflicto, el rey, persuadido por los nobles, instaura la Inquisición (en 1531) y las limitaciones legales a todos los descendientes de marranos (semejantes a las antiguas de los judíos), que les impiden llegar a los cargos superiores del estado y a la aristocracia de los cristianos viejos. El primer auto de fe (muerte de herejes en la hoguera) fue llevado a cabo en el terreiro do paço en 1569. Además de la inquisición surgen otros problemas como la peste negra de Lisboa, bajo la cual murió un tercio de la población. 
La inquisición mata en la hoguera a muchos judeoconversos, pero expropia la propiedad y las riquezas de muchos otros. Muchos mercaderes cristianos son expropiados tras una denuncia anónima falsa, que los inquisidores aceptan como válida ya que las riquezas de los condenados les revertían. Por otro lado, pocos mercaderes carecían de ascendencia judía, debido a las bodas entre hijos de burgueses que eran socios de negocios. La inquisición se convierte así en un instrumento de control social que usaban los cristianos viejos contra los mercaderes lisboetas, siéndoles restituida la supremacía que antes poseían.

## Dominio filipino

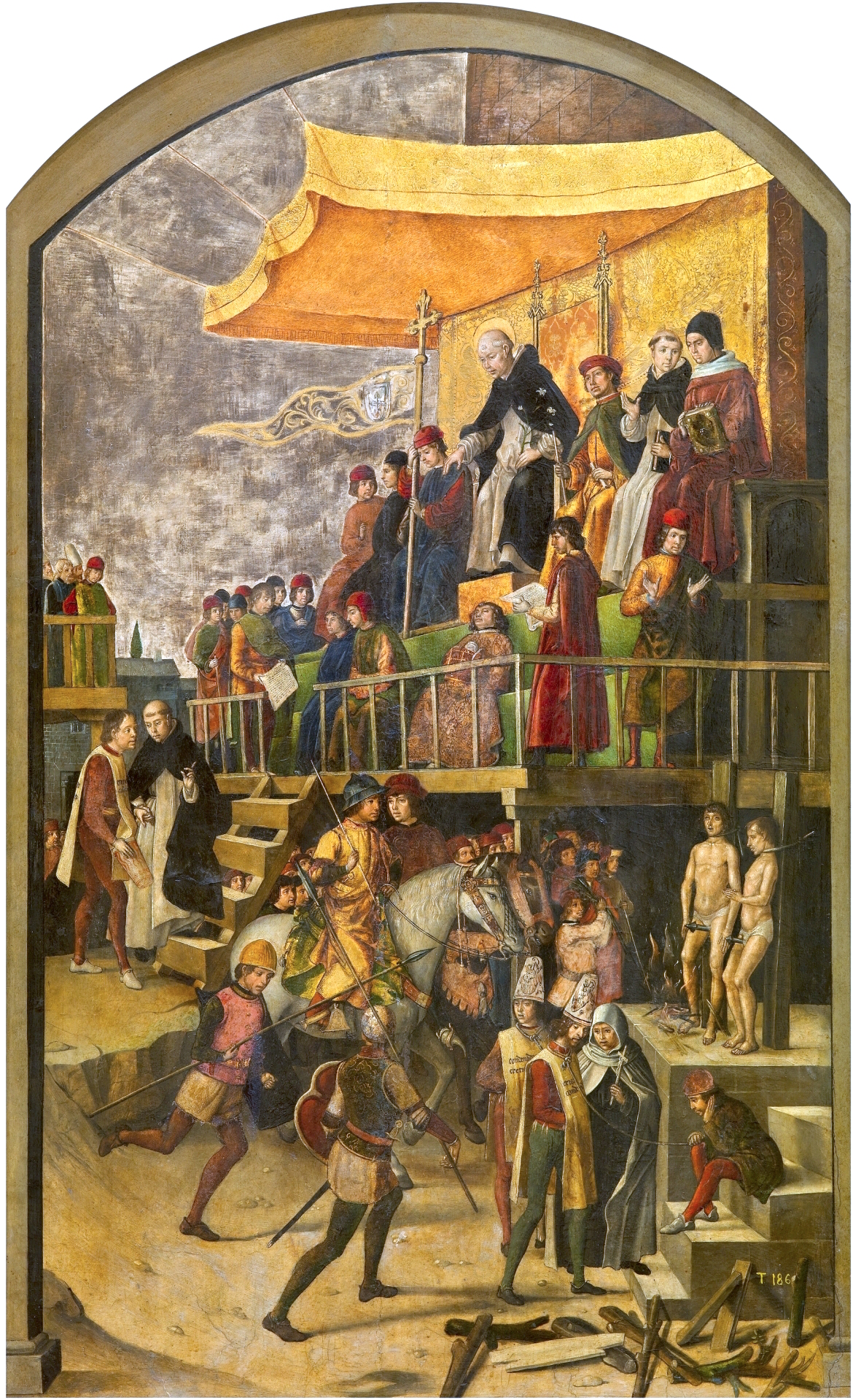
Auto de fe, Cuadro de Pedro Berruguete.

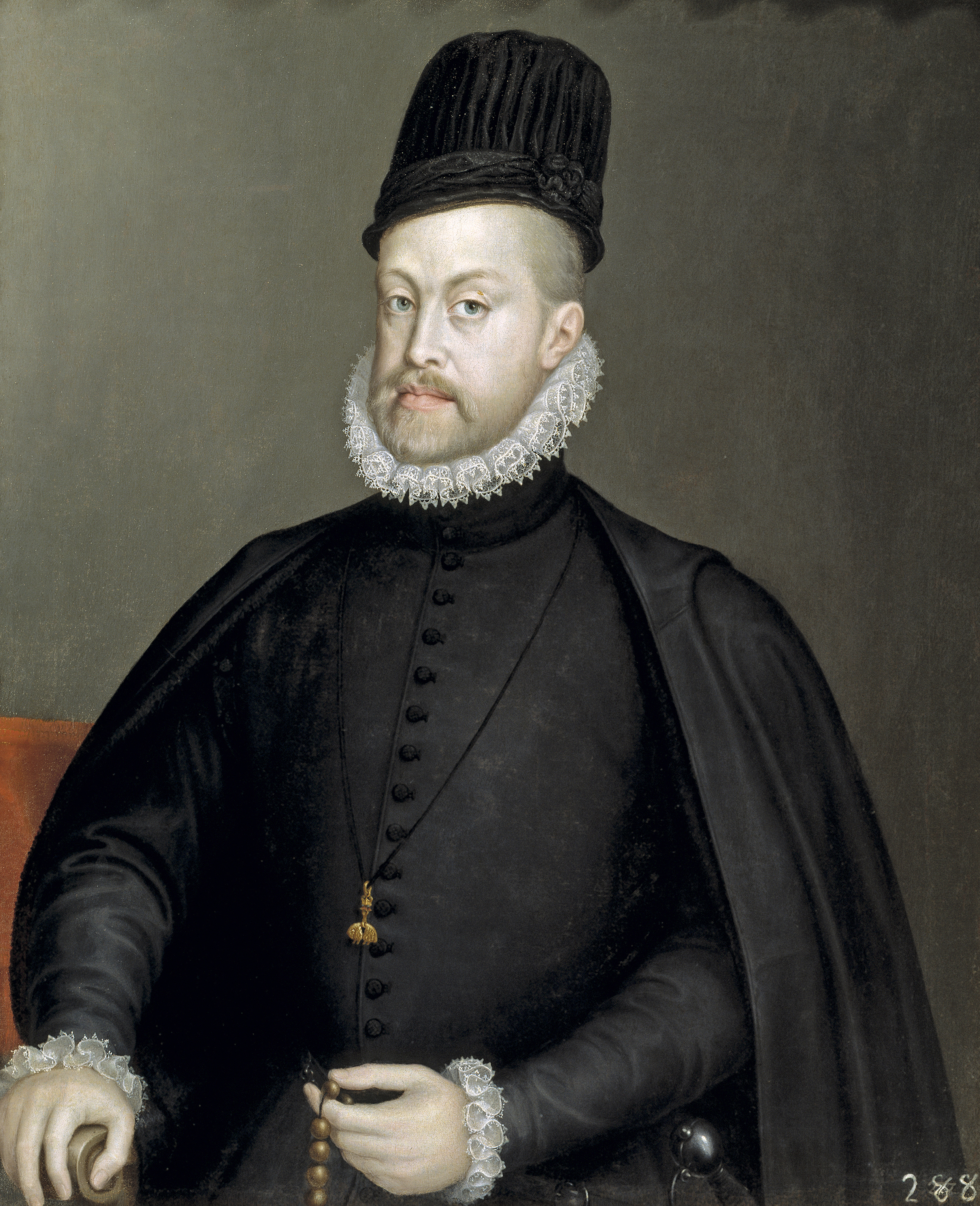
Felipe I de Portugal y II de España.

Es en este clima de intolerancia y persecución en el que los beneficios obtenidos por los riesgos y el genio de los mercaderes se deshace por la envidia de la nobleza terrateniente (cuyas tierras rinden mucho menos), cuando la riqueza de Lisboa entra en decadencia. El antiguo clima liberal propicio para el comercio desaparece y es substituido por un fanatismo católico y conservador. A las elites del país se les exige sangre pura, es decir, ser del norte. Muchos mercaderes huyen a Inglaterra y Países Bajos donde se establecen difundiendo sus conocimientos sobre geografía y navegación. Lisboa es tomada por la mentalidad feudal de los grandes nobles, y los mercaderes debido a las persecuciones de la inquisición son incapaces de competir con los ingleses y holandeses (muchos de ellos de origen portugués) que les roban los mercados de la India, Indonesia y China. En su substitución, las elites de Portucale convencen al débil rey Sebastián I de Portugal para que apueste por una conquista de tierras en el norte de África que permita a los nobles aumentar sus dominios. Después de la batalla de Alcazarquivir en 1578, los aristócratas se acogen una vez más a los brazos de sus congéneres castellanos de mentalidad semejante. En 1580 el emperador Felipe II de España es declarado rey de Portugal, bajo el nombre de Felipe I de Portugal, tras derrotar al candidato de los enflaquecidos mercaderes, que habían declarado rey a Antonio, prior de Crato (el cual era judioconverso y más liberal, hijo de madre judía). Felipe I completa así la ambición de su padre, Carlos I de los Austrias, también emperador del Sacro Imperio Romano Germánico (Alemania) y señor de Italia y los Países Bajos, que había afirmado que Si fuese Rey de Lisboa, sería en breve Rey del Mundo.
Lisboa, cuyos mercaderes se encontraban ya bajo la persecución de la inquisición, (que expropiaba a los judiosconversos y en ocasiones también a los cristianos genuinos) perderá gran parte de su flota en el desastre de la Armada Invencible, pagaba impuestos altísimos para sustentar a los ejércitos de la Corona que se encontraban repartidos por Europa. pierde la mayoría de sus puertos comerciales y es finalmente e irreversiblemente arruinada. En 1598 la catástrofe proviene de un terremoto y por la peste negra. Finalmente Felipe II de Portugal se convierte exclusivamente en Felipe III de España y después su hijo Felipe IV de España cuando, bajo el consejo de la nobleza castellana y con el apoyo de los nobles territoriales portugueses, absorbe el reino de Portugal dentro del reino de España. Lisboa, la gran ciudad cosmopolita, pasa a ser una ciudad de provincia sin cualquier influencia junto a los grandes españoles de sangre pura que gobiernan desde la entonces conservadora y fundamentalista católica Madrid. En esta época la ciudad pierde la actividad económica y habitantes, bajando la población hasta menos de 150 mil habitantes. Las construcciones de este periodo caben en dos categorías: las defensas contra los piratas del norte y los edificios religiosos que apelan a la lealtad a la monarquía universal católica pretendida por el rey. Fueron construidos el Torreón del Palacio da Ribeira, que fue destruido por el Terremoto de 1755; el Convento de São Vicente de Fora; nuevas murallas con nuevas disposiciones de acuerdo con la ingeniería militar de la época, como la Torre del Bugio en una isla en medio del Mar de la Paja; y fortificaciones en Cascaes, Setúbal y en la margen sur. Los piratas ingleses y holandeses, como Francis Drake atacan varias veces algunas plazas portuguesas pero no se atreven con Lisboa. Con el declive económico y el desempleo, aumenta la miseria y la criminalidad. Las autoridades españolas fueron obligadas a introducir una especie de cuerpo policial, los cuadrilleros, que patrullaban las calles de la ciudad controlando los delitos callejeros, las luchas, la brujería y el juego. Según algunas crónicas de la época, la tasa de asesinatos a principios del siglo XVII sería superior a la existente en los primeros años del siglo XXI. 
Los problemas para el comercio de la ciudad aumentan cuando los catalanes, sintiéndose oprimidos por las tasas reales se manifiestan en 1636. Desde Madrid se decidiría que los portugueses tendrían que colaborar con las tropas castellanas para sofocar la revuelta. 
Por ese motivo los mercaderes de la ciudad, que se mostraban en contra de las injerencias de España en el reino de Portugal, se aliaron con la pequeña y media nobleza. Intentaron convencer al duque de Braganza, don Juan, para aceptar el trono, pero éste, como el resto de la alta nobleza se veía beneficiado por Madrid y el hecho de convertirse en rey no le convencía. Los conspiradores asaltaron el Palacio del Gobernador, proclamando como nuevo rey a Juan IV de Portugal contando con el apoyo inicial del cardenal Richelieu de Francia, y poco después con su antigua aliada Inglaterra.

## El oro de Brasil

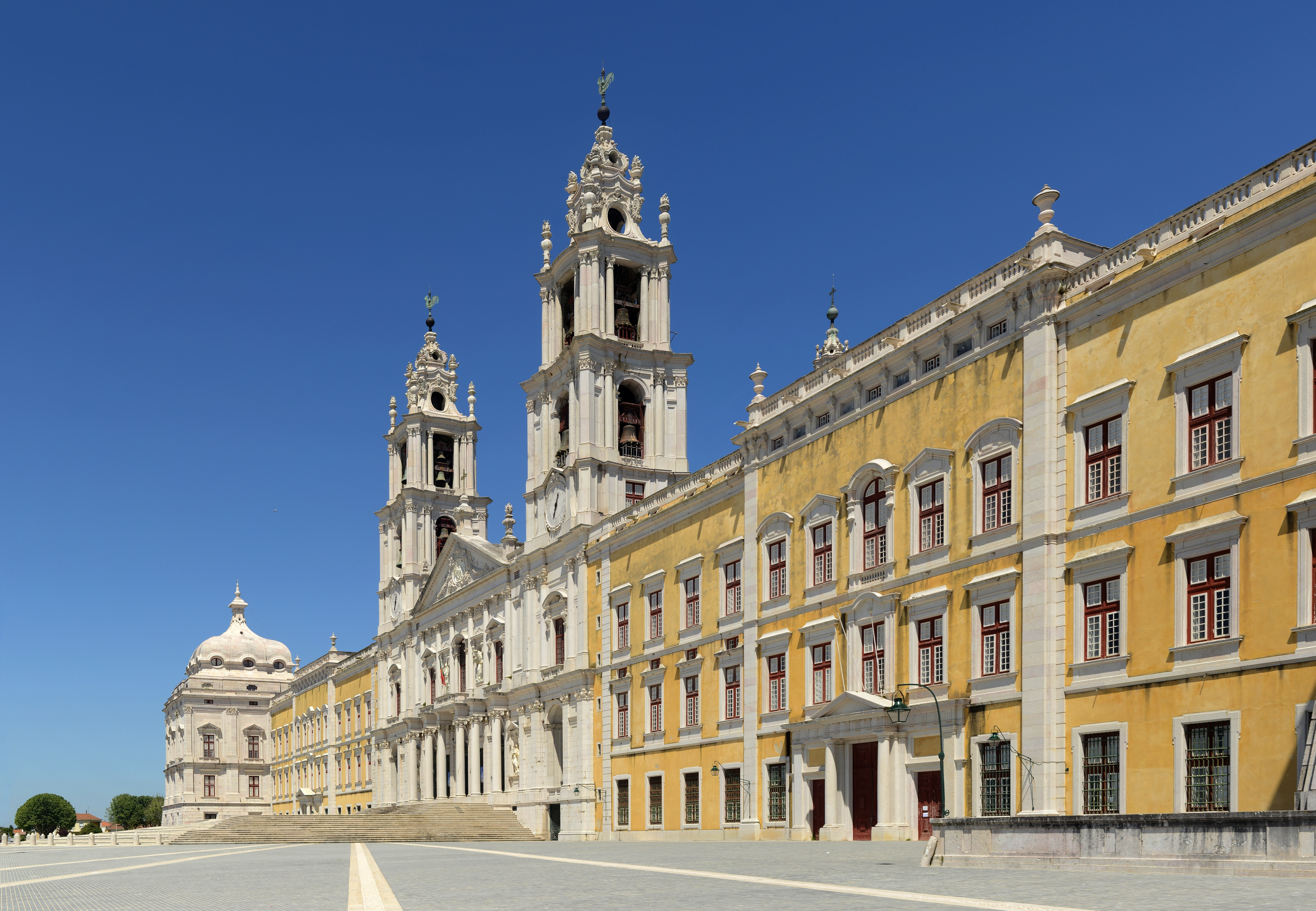
El palacio de Mafra, un edificio construido con oro de Brasil, nunca tuvo ninguna utilidad salvo para proclamar el poder de la Iglesia en Portugal.

La Lisboa de después de la Restauración es una ciudad cada vez más dominada por las órdenes religiosas católicas. Se fundaron más de cuarenta conventos que se sumaron a los 30 existentes previamente, y los religiosos ociosos cuyo sustento estaba asegurado por las expropiaciones se contaban a millares, constituyendo más del 5% de la población. El clima político es cada vez más conservador y autoritario y la Inquisición, después de haber destruido a la clase mercantil, se dedicó a vigilar las ideas y la creatividad que suprime en nombre de la pureza de la religión. Los segundos y terceros hijos, que no reciben la profesión del padre y que antes se dedicaban al comercio y a las empresas de ultramar, se refugiaban en las órdenes religiosas y vivían a costa de otros, la mayoría de veces de forma superficialmente religiosa. 
La situación de ruina económica es finalmente resuelta por los proyectos de los emprendedores, pero por la exploración colonial pura y por los subsidios del estado: es descubierto oro en Brasil, en el actual estado de Minas Gerais. El estado portugués cobra como impuesto un quinto del oro extraído, que comienza a llegar a Lisboa en 1699 y cuyas recetas reales rápidamente llegan hasta las varias toneladas anuales (más de 15 toneladas tras 1730) representando casi todos los ingresos del Estado. El desligue del emprendimiento económico y de la riqueza, debido al oro que es extraído por una fracción del coste, permite el mantenimiento del nuevo clima conservador autoritario en la capital. En Portugal, el poder es de quien tenía oro, que no deseaba reformas y pretendía mantener el Antiguo Régimen. 
Con el oro, se fueron creando obras faraónicas basadas en la supremacía absoluta de las fuerzas sociales conservadoras, el clero y la aristocracia territorial. Se utiliza para ello un nuevo estilo surgido de la Contrarreforma, el Barroco. El más significativo es el palacio de Mafra (inicialmente un convento terminado en 1730 que fue construido por más de cincuenta mil trabajadores pero nunca fue usado), en los alrededores de la ciudad; se construyó el panteón nacional; se realizaron grandes modificaciones del palacio real junto con innumerables palacios de nobles y algunas obras útiles pero construidas desperdiciando bastante dinero como el Acueducto de las Aguas Libres (1720). 
Contrastando con la enorme riqueza corrupta de las altas elites, el pueblo vive en la miseria. La ciudad crece con la necesidad de mano de obra para las construcciones faraónicas hasta 185 mil habitantes, pero tras las obras no había trabajo. De ese periodo son las primeras descripciones de Lisboa como una ciudad sucia, degradada y no europea: apenas dos siglos después de haber sido considerada la más próspera y cosmopolita de Europa bajo el gobierno de los mercaderes liberales. 

## Terremoto de 1755

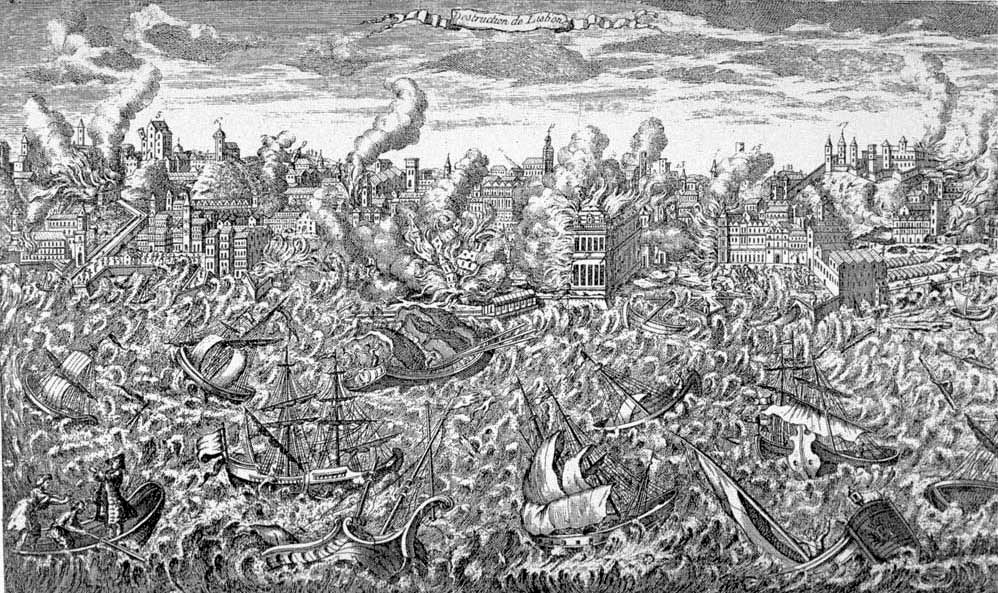
Terremoto de 1755.

El 1 de noviembre de 1755, día de Todos los Santos, en el que ocurre el gran terremoto de Lisboa. A las nueve y cuarenta de la mañana, la tierra comienza a temblar con una intensidad que probablemente no ha sido superada en la actualidad. Después de casi un minuto volvió la calma seguida de un nuevo temblor. La población corre a las plazas junto al tajo, muriendo ahogadas por el enorme tsunami que se generó en el Atlántico. Después del seísmo, Lisboa quedó en ruinas. El gran torreón real, la Casa de la India, el Convento do Carmo, el Tribunal de la Inquisición, Colégio das Missões (situado en la lo que es hoy el Jardín del Príncipe Real) y demás edificios son destruidos. De las 20 mil casas de las clases más bajas, de construcción menos sólida 17 mil fueron destruidas. Sobrevive el rico Barrio Alto, algunos edificios de piedra sólida y el barrio de la Alfama. Más tarde vendrían los pillajes y los incendios. Al final, de los 180 mil habitantes que tendría la ciudad, más de 10 mil habrían muerto y muchos otros perderían todas sus propiedades. Esta catástrofe pone punto final al antiguo régimen y da paso al marqués de Pombal el cual como ministro intentará poner en práctica en Portugal las reformas científicas y liberales ya usadas con éxito en el norte, de las nuevas teorías políticas y económicas de la Ilustración.

## Siglo de las Luces

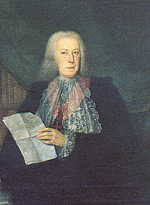
El Marqués de Pombal.

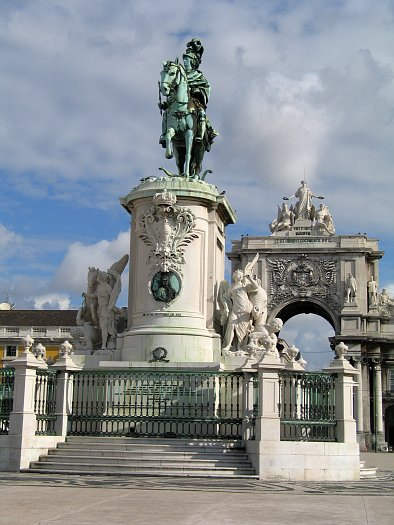
Estatua de D. José en el Terreiro do Paço.

El marqués de Pombal Sebastián José de Carvalho e Melo, ministro de Guerra y ministro de Asuntos Exteriores y miembro de la baja nobleza, reacciona a las ruinas del Terremoto de 1755 habiendo dicho que sería enterrar a los muertos, cuidar de los vivos y construir la ciudad.
Una idea que va a desarrollar enseguida el nivel de la economía y la sociedad. El poder de la iglesia es limitado y los jesuitas son expulsados del país. El poder de la aristocracia terrateniente conservadora es brutalmente suprimido en una serie de conspiraciones y contra conspiraciones que acaban con la cruel ejecución de los Távora. Estos habrían sido los responsables de un atentado al rey José I de Portugal en una tentativa de proclamar rey al conservador duque de Aveiro y hacer dimitir a Pombal, aunque hay historiadores que defienden que esta acusación no pasaría de una farsa manipulada por el propio Marqués de Pombal por motivos personales. La Inquisición es suprimida y los judeoconversos, que aún siguen formando la mayor parte de las clases medias educadas y liberales son liberados de sus limitaciones legales y se les permite el acceso a los altos cargos de la administración del reino. La industria es apoyada de forma dirigista, siendo creadas varias reales fábricas en Lisboa y en otras ciudades. Después del periodo pombalino hay 20 nuevas fábricas por cada una que existía antes. Finalmente los varios impuestos y derechos que se pagaban en Portugal, y que eran perjudiciales para el comercio, son abolidos. En todos estos propósitos, Pombal se apoyaba en las donaciones y préstamos de los mercaderes e industriales lisboetas. 

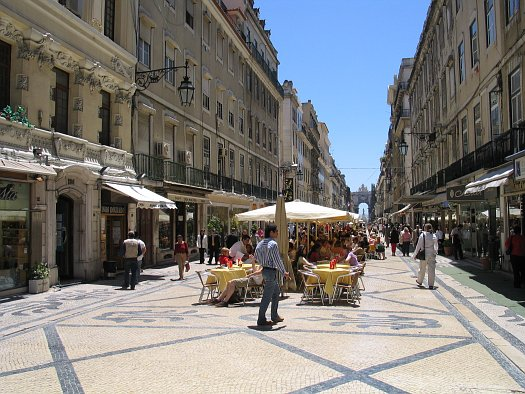
Rua Augusta: las nuevas calles, más largas y rectilíneas con edificios resistentes a los terremotos.

En Lisboa, el marqués, desoyendo los consejos de algunos que pretendían trasladar la capitalidad a otra ciudad, ordena la reconstrucción de acuerdo con las nuevas teorías de organización urbana, después de mandar a hacer una evaluación general de la situación a través de un inédito censo de población. La reconstrucción la pagó casi íntegramente Brasil, con más de veinte millones de cruzados (moneda brasileña). La ciudad recibe también ayudas de países como Inglaterra, España y de la Hansa, llenándose de andamios y obras. La mayor parte de la nobleza y aristocracia portuguesa se refugia en sus palacios en los alrededores de Lisboa. El rey se instala en un palacio improvisado de madera, el denominado Tenda Real, debido en parte al pánico del monarca por los terremotos y mientras se construía un nuevo palacio en Belém que en aquella época era una región fuera de Lisboa. Un gran volumen de obras que tiene lugar en el centro de la ciudad, con el diseño de un nuevo proyecto para la Baixa, el barrio más afectado por el terremoto. Este proyecto fue diseñado por Eugénio dos Santos y Carlos Mardel y aprobado por el Marqués, encuadrándose en el espíritu ilustrado: las calles estrechas se sustituyeron por calles más anchas y rectas, creándose una ciudad en forma de cuadrilla. Esto permitía no solo una correcta iluminación y ventilación sino también mayor seguridad (especialmente para facilitar el acceso a edificios en caso de incendios). Los edificios que se construyeron eran de un estilo especial, con fachadas y número de plantas similares. Además se les dotó de una buena base para evitar que un nuevo terremoto volviera a destruir la ciudad. La innovadora estructura escogida consistía en un esqueleto de madera del cual se esperaba que absorbiera las ondas sísmicas y evitara el desplome del edificio. Todos los edificios de la Baixa fueron levantados sobre una piedra especial para dar más consistencia a los cimientos arenosos de la zona y garantizar la correcta transferencia de pesos del edificio para evitar posibles desplomes. Los nuevos edificios eran de propiedad horizontal, estando jerarquizados por importancia y calidad y por su proximidad a la calle (generalmente el último piso posee el techo más bajo, ventanas más pequeñas, divisiones menores etc.). Todos los edificios tendrían paredes cortafuegos separándolos unos de los otros. La estandarización de las fachadas, de las ventanas, de las puertas, de los azulejos de escudos, etc. permitía la aceleración de las obras ya que se producían en cadena. Todo el conjunto posee proporciones y reglas de composición clásicas, usando especialmente la proporción áurea. El centro estructural de la nueva ciudad sería la Rua Augusta que uniría el Rossio con la Praça do Comércio, donde una disposición monumental de edificios, el arco de la Rua Augusta, un monumento al rey y el Tajo cerrando la plaza contribuirían para el diseño de aquello que se pretendía que fuere el corazón comercial de la nueva ciudad de Lisboa. Los edificios de la plaza estaban destinados a la instalación de almacenes y grandes casas de comercio, que se esperaba que volvieran a abrirse y a dar vitalidad a la plaza, pero tras varios años de abandono acabaron por ser ocupados por ministerios, tribunales, el arsenal y la bolsa, ya en el reino de María I. 

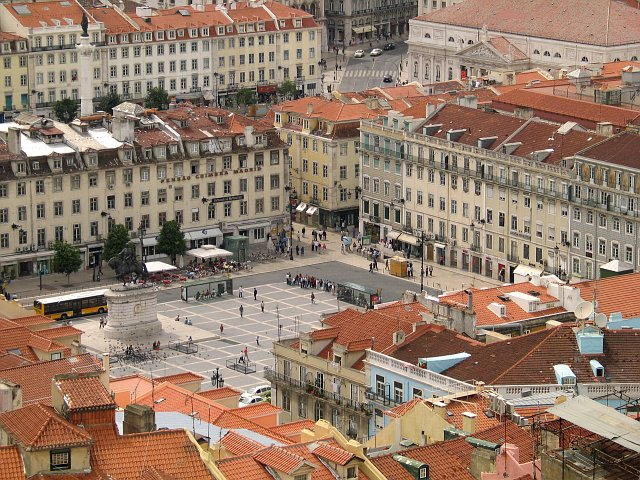
La nueva Praça da Figueira fue construida como nuevo mercado durante la época del Marqués de Pombal.

En el extremo norte, paralelo al Rossio se había proyectado la construcción de un nuevo mercado que acabaría por no ser construido nunca, habiéndose convertido el lugar en la actual Praça da Figueira. 
Al contrario de los deseos y esperanzas del Marqués de Pombal y de su equipo, la reconstrucción de la ciudad tardó más tiempo del proyectado, habiéndose terminado en 1806. Esto se debe en parte a la poca capacidad financiera de la burguesía que se encontraba en crisis. A pesar de todo, y dentro de la política de renovación de la economía portuguesa, comienzan a surgir lentamente indicios de desarrollo. 
La ciudad crece moderadamente hasta los doscientos cincuenta mil habitantes hacia todas direcciones, ocupando los nuevos barrios de Estrela, Rato, entonces el nuevo centro industrial de la ciudad polarizado en torno a la reciente fuente de abastecimiento de agua traída por el acueducto (nuevas fábricas de cerámica), Alcântara, Ajuda, Sapadores, y las Amoreiras (donde estaban las nuevas fábricas de Seda, cuyos gusanos son alimentados con las hojas de las moreras). El primer ministro intentaba de todas las formas estimular a las clases medias, a las cuales veía como esenciales para el desarrollo del país y para el progreso. Se crean las primeras cafeterías, de propiedad luso-italianas. Algunas de ellas se mantienen abiertas en la actualidad como el Martinho da Arcada en el Terreiro do Paço; el Nicola en el Rossio, cuyo dueño (que era liberal) iluminaba la fachada tras cada victoria política progresista y otros. Surge el hábito de las tertulias sociales entre los burgueses más ricos, con la participación inédita de mujeres, tertulias en las que la nobleza terrateniente no participa. Es de este modo como surge de nuevo la clase media burguesa autoconciente, compuesta por cristianos nuevos y viejos provenientes del pueblo, el origen de los movimientos políticos por el liberalismo y por la República, que se manifiestan en los nuevos periódicos de la capital. 
Pombal sería destituido tras la muerte del rey, y la ascensión al trono de la muy religiosa María I de Portugal, cuya gran contribución fue la Basílica da Estrela. Aconsejada por la nobleza y el clero procuró limitar y revertir algunas de las reformas progresistas, en un movimiento denominado Viradeira. Continúa el deterioro de las condiciones económicas que mucho habían mejorado en tiempos de Pombal, y los problemas aumentan. Para lidiar con la pobreza, miseria y criminalidad se crea la policía bajo el liderazgo de Diogo Pina Manique en 1780. Se renueva la persecución, tortura y expulsión de los progresistas: masones, jacobinos y liberales; los periódicos son sometidos a censura; muchas obras de filósofos liberales o protestantes son prohibidas y los cafés son vigilados por policías de paisano. La cultura es controlada y todas las manifestaciones poco católicas son ilegalizadas, incluyendo el antiquísimo Carnaval. Sólo se estimula el teatro, con la construcción en 1793 del Teatro Nacional de São Carlos en el Chiado, que sustituirá a la ópera destruida por el terremoto. El teatro fue financiado por iniciativa privada.

## Guerra Civil

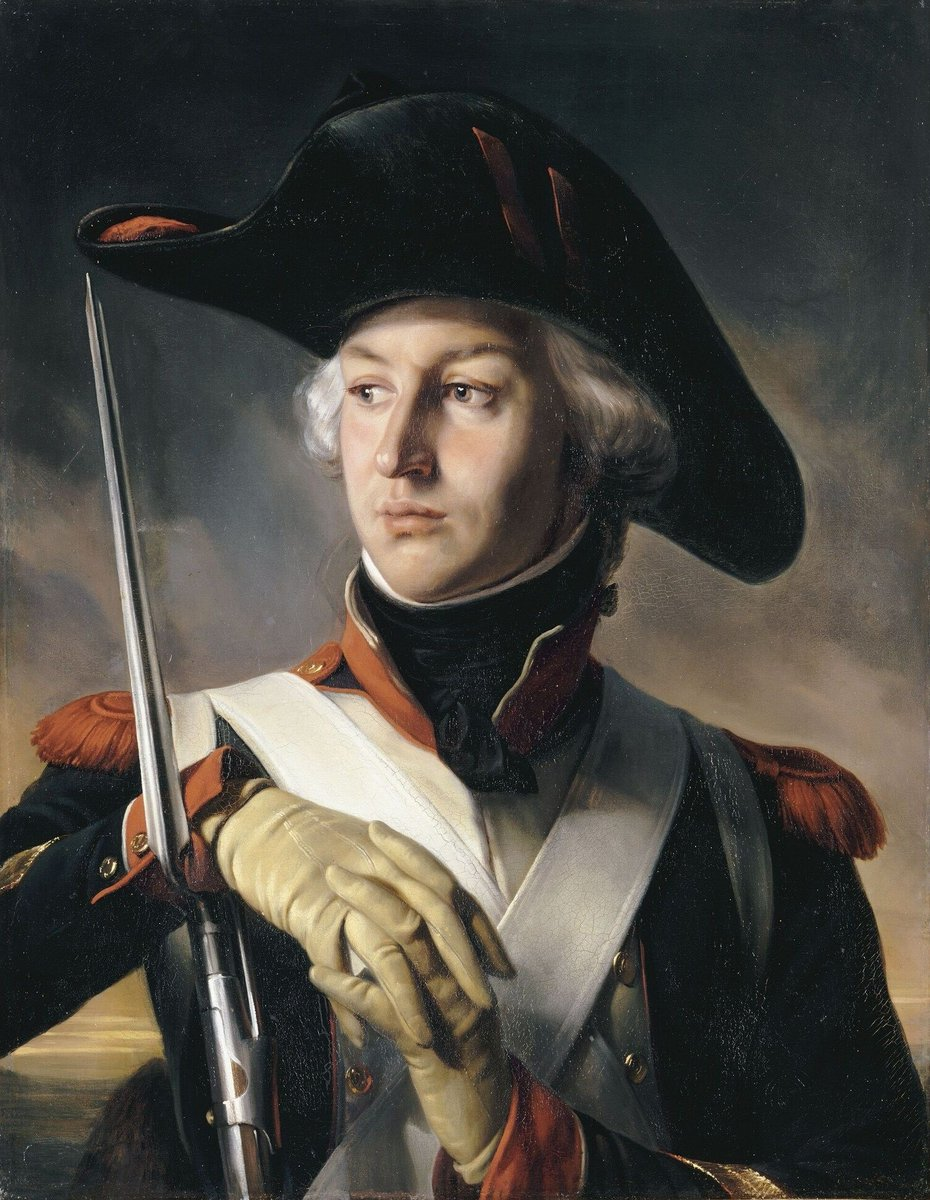
Jean-Andoche Junot.

A finales del siglo XVIII, el liberalismo ganó peso en Europa. En Lisboa los liberales fueron favorable a la derrota de la nobleza en Francia durante la Revolución de 1789. El movimiento francés se radicalizó hasta caer en manos de la extrema izquierda y el centrista Napoleón Bonaparte fue llamado al poder terminando por autocoronarse emperador de los franceses. Su política en Europa se basaba en la prohibición del comercio con Reino Unido de Gran Bretaña e Irlanda (RU). Portugal rehusó aplicar dicha prohibición, por lo que Napoleón envió a Jean-Andoche Junot al frente de un ejército para conquistar el país.
Junot entró en Lisboa el día 30 de noviembre de 1807. La familia real portuguesa, la alta nobleza y el clero habían huido el día anterior a Brasil. Junot fue bien recibido por los lisboetas y se estableció en el Palácio de Queluz. Durante la ocupación militar, las ideas liberales eran discutidas por la burguesía con los oficiales franceses en los cafés de la ciudad, especialmente en el Incola del Rossio, donde se estableció el cuartel general francés. Sin embargo, según el Tratado de Fontainebleau (1807), Portugal era considerado un país a dividir. 
La Junta del Supremo Gobierno pidió ayuda al Reino Unido que envió un cuerpo liderado por Arthur Wellesley y William Carr Beresford. Por el Convenio de Sintra, los franceses fueron obligados a retirarse en 1808, dando paso a la ocupación inglesa de Portugal. Lisboa sufrió económicamente con la apertura de los puertos brasileños a los ingleses que recibieron de Juan VI de Portugal, residente en Río de Janeiro, el control del gobierno de la ciudad y el país, que administran como una colonia. Los partidarios de Francia fueron ejecutados. Entonces es cuando se construyen defensas en los accesos de la ciudad, en Torres Vedras, donde desde tiempos de los romanos terminaba el territorio de Lisboa. Allí fue vencida y forzada a retirarse la nueva fuerza de invasión francesa liderada por André Masséna, en 1811. De ahí partieron los ingleses y algunos portugueses bajo el general Wellington para libertar a España. Napoleón fue finalmente derrotado en 1815.
Durante la Revolución liberal de Oporto, los ingleses fueron expulsados por un Golpe de Estado. Las Cortes fueron convocadas por los liberales y se promulgó una constitución, una carta de los derechos del Hombre y el fin de los privilegios para la nobleza y el clero.
La huida de la familia real durante la guerra produjo que Río de Janeiro pasara a ser la capital de Portugal entre 1808 y 1821, pero, cuando Brasil accedió a la independencia en 1822, Lisboa recuperó su estatus de capital.
En 1828, se iniciaron las Guerras Liberales. El hijo del rey, Miguel I encabezó a los reaccionarios conservadores e inició la Guerra Civil contra las fuerzas constitucionalistas liberales de su hermano Pedro I, emperador de Brasil (después Pedro IV de Portugal), quien en 1834 resultó vencedor en el conflicto. Se hicieron entonces algunas reformas liberales, como la extinción de las órdenes religiosas y la expropiación de bienes de la Iglesia, que había apoyado a los conservadores.

## Periodo 1834-1910

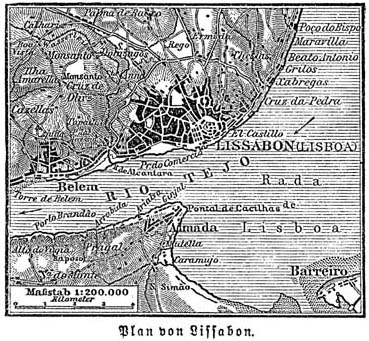
Mapa de la ciudad en 1885.

El reinado de María II estuvo marcado por los conflictos entre los liberales, que apoyaban la Constitución de 1822, y los absolutistas, que apoyaban la Carta otorgada por Pedro I en 1826. El país se dividió en dos grupos radicales, permitiendo a las grandes potencias planear la división de las provincias y colonias del país. Bajo los sucesores de María II, las luchas políticas se hicieron menos pronunciadas.
En el norte de Europa, las naciones iniciaban la industrialización y se enriquecían con el comercio de las Américas (Inglaterra acabaría por dominar el comercio brasileño). El atraso de Portugal parecía irreversible. Casi toda su importancia comercial se resumía al monopolio que mantenía sobre los productos de las colonias portuguesas, especialmente Angola y Mozambique. Lisboa es el centro industrial del país (a pesar de que la industrialización era mínima en comparación con Inglaterra o Alemania). Las clases pobres de Lisboa crecen exponencialmente con la llegada de los primeros proletarios que trabajan en las nuevas fábricas. Estos viven muchas veces en barrios miserables y degradados, donde campa la cólera y otras enfermedades.
Sin conseguir derrotar definitivamente a los liberales, y asustados por el desastre económico al que las políticas conservadoras habían llevado a Portugal desde el siglo XVI, en contraste con el éxito liberal de Inglaterra, Francia y Países Bajos, los conservadores que dominaban el país y la capital cedieron parcialmente. Se permitieron reformas limitadas a cambio de mantener el espíritu católico, rural y conservador del poder político que debía ser mantenido en manos de los terratenientes. Se celebrarían elecciones pero el sufragio era censitario y sólo podían votar aquellos que poseyesen tierras. El patronazgo del estado sería llevado a cabo por la nueva clase media y se darían títulos a los grandes burgueses. Sin embargo se mantuvieron los privilegios y subsidios del Estado a las clases dirigentes y la industrialización sería limitada a los intereses de estas clases. De la alianza entre los proletarios más educados y las clases medias nace un nuevo liberalismo radical, conocido como republicanismo, debido a su oposición a la alianza de antiguos liberales ahora dependientes del Estado Monárquico (los burgueses con título) y conservadores (vieja aristocracia) monárquicos: los grandes capitalistas, propietarios de tierras y dependientes de la corte. En el periodo del "Cabralismo" se atribuyeron títulos nobiliarios a grandes burgueses mientras los empleos se vuelvieron más precarios y la miseria volvía a crecer.
La independencia de Brasil y la crisis de las relaciones económicas que se canalizaban a través del puerto lisboeta produjeron un lento crecimiento demográfico durante la primera mitad del siglo XIX, ya que pasó de 193.408 habitantes en 1801 a 204.801 en 1864. Entre 1887-1896, más de 60.000 nuevos habitantes se radicaron en Lisboa, lo que incidió determinantemente en la demanda de alojamientos. La construcción de la red ferroviaria favoreció la centralidad de la capital y facilitó la recuperación demográfica, haciendo que en 1900, la población total fuese de 435.359 habitantes.

### Transformación urbana y florecimiento cultural

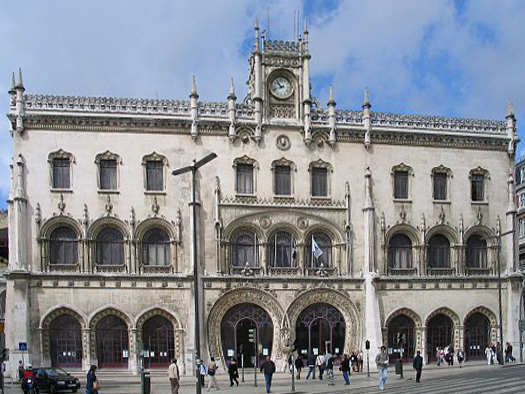
La Estación de Rossio.

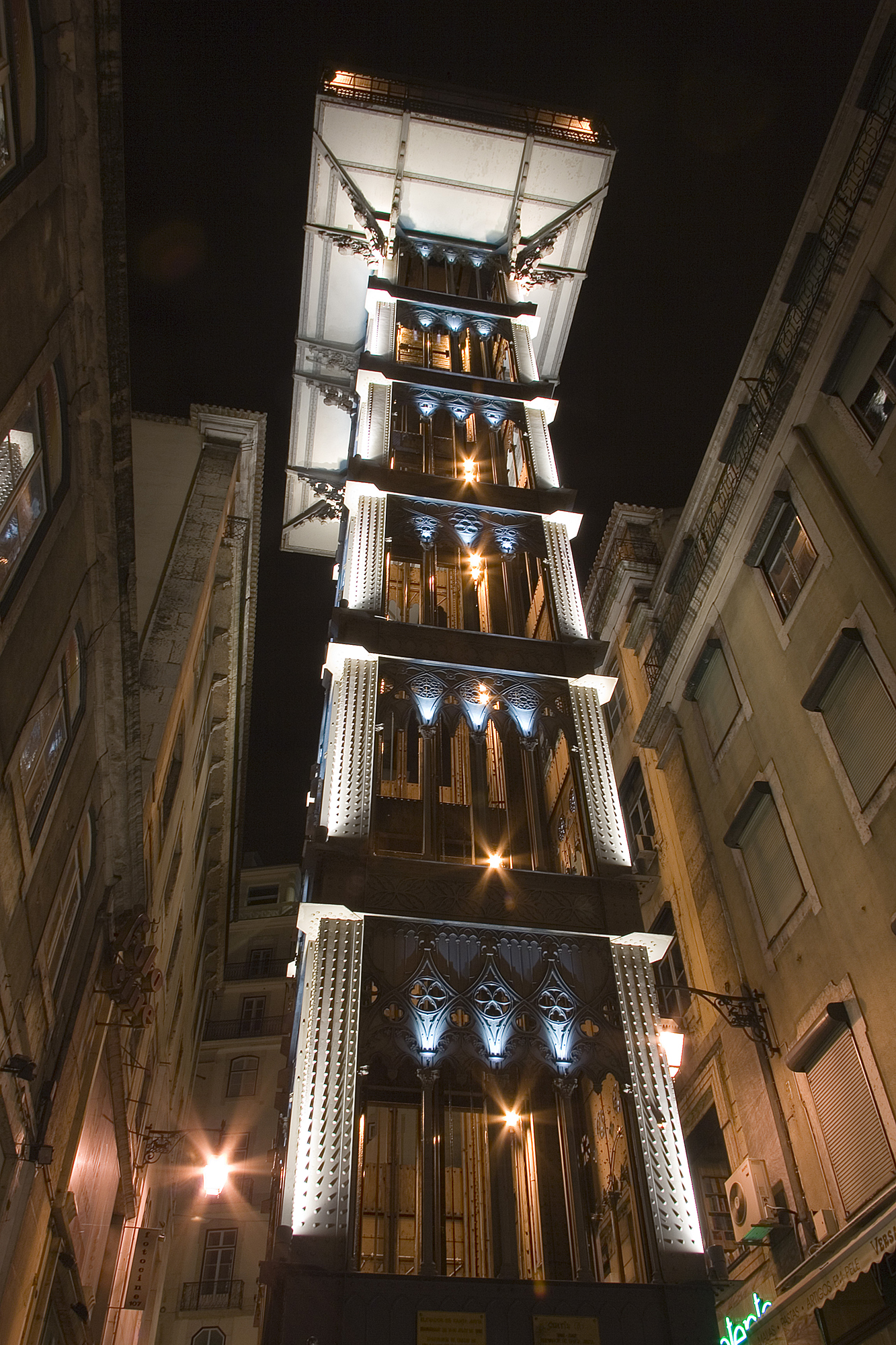
El Elevador de Santa Justa, de 1902.

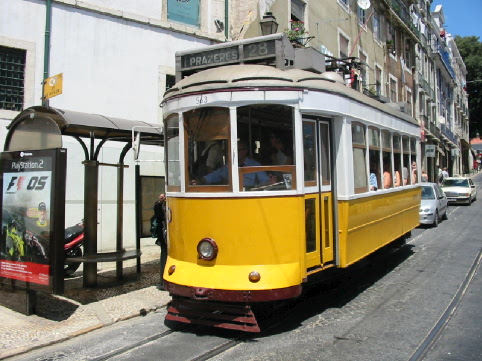
Un americano Tranvía moderno.

Al comienzo de este periodo Lisboa era una ciudad pobre y sucia si se la compara con otras ciudades de Europa de la época. En este marco, se iniciaron las primeras migraciones no ya para gobernar y dirigir otras tierras sino para trabajar partiendo de la más baja escala social: los portugueses parten hacia Brasil. A pesar del atraso surge en Lisboa una clase alta muy rica. Con la disminución de la importancia de la tierra como factor de riqueza, la nobleza territorial y la burguesía vivían con lujos subsidiados por el rey a partir de los impuestos recaudados a los súbditos. Por otra parte, Fontes Pereira de Melo se destacó por su lucha por la liberalización de la economía y la industrialización.
Se implantó la iluminación pública de la ciudad; inicialmente con lámparas de aceite que fueron sustituidas por las lámparas de gas natural en 1848. Se construyó una red de carreteras; se introdujo la navegación a vapor; y en 1856 se inauguró el primer tramo de red ferroviaria entre Lisboa y Carregado. Se construyó una red de ferrocarril que uniendo Lisboa a Oporto así como a ciudades por el camino. Se construyen dos estaciones de ferrocarril, la Estación de Santa Apolónia y la Estación del Rossio. La luz eléctrica se implantó en 1878 sustituyendo a las lámparas de gas natural.
La primera central eléctrica de Lisboa fue la pequeña Central da Avenida, más tarde se construyó la Central de Boavista y, cuando la demanda de consumo sobrepasaba la potencia de las dos centrales, se construyó en 1909 la Central Tejo, la cual abastecería a Lisboa y la región durante la primera mitad de siglo XX.
En términos urbanísticos, se crearon los primeros planes rectores. Los habitantes fueron estimulados para que utilizasen azulejos y pintaran las fachadas de color rosa, siguiendo las directrices municipales (aún hoy dominan estos estilos en el centro de la ciudad). Además de eso, se crearon los primeros sistemas de alcantarillado y tratamiento de agua, respondiendo a los ataques de cólera que mataban a millares. Las nuevas y viejas vías fueron repavimentadas, con la vieja técnica de adoquines blancos y negros. Otras innovaciones importantes fueron los americanos o carruajes transportados por caballos en raíles, introducidos en 1873, que fueron substituidos en 1901 por los tranvías eléctricos que aún existen hoy en día; los elevadores eléctricos que fueron instalados en varias colinas datan de después de 1880.
En 1878 el paseo público fue demolido y substituido por la avenida da Liberdade, diseñada por Frederico Ressano Garcia. La avenida tiene más de un kilómetro y se extiende por tierras agrícolas anticipándose a la expansión urbana. A partir de ella se creó un eje urbano. En el final de la avenida se construyó la Praça Marquês de Pombal de la cual parten las nuevas calles de Lisboa. En estas avenidas se construyen palacetes junto a los nuevos edificios públicos como el Liceu Camões (1907) y la Maternidade Alfredo da Costa (1909). La más importante de estas avenidas es la Avenida Fontes Pereira de Melo, hacia el nordeste, que termina en la Praça Duque de Saldaña. De ahí parte otra gran Avenida, hoy denominada Avenida de la República, pero inicialmente llamada Avenida de Ressano Garca. En las inmediaciones se encuentra el Campo Grande (en aquella época un descampado y no un jardín) y la nueva plaza de toros de Campo Pequeno, que fue concluida en 1892 en un estilo neomorisco. Se construyeron nuevos barrios en las inmediaciones siguiendo planes semejantes a los de la Baixa pombalina; el barrio de Campo de Ourique, y el de la Estefanía hacia el este. Surgieron los primeros parques públicos, imitando al Hyde Park de Londres y los jardines de ciudades alemanas: el primero fue el Jardim da Estrela donde paseaban los burgueses durante los fines de semana.
El nuevo centro geográfico de Lisboa pasó a ser la plaza del Marqués y la Baixa, Para el este se establecieron las clases medias y populares, mientras que al oeste se trasladaron las altas clases medias y los burgueses. El centro cultural y comercial de la ciudad pasó entonces al Chiado. Con las viejas calles de la Baixa ya ocupadas, los dueños de nuevas tiendas y clubes se establecieron en la colina anexa. Aquí se fundaron clubes como el Grémio Literário famoso por las historias de Eça de Queirós, y frecuentado por Almeida Garrett, Ramalho Ortigão, Guerra Junqueiro, Oliveira Martins y Alejandro Herculano. Se establecieron tiendas de ropas de moda de París y otros productos de lujo, grandes almacenes del estilo de las Galerías Lafayette de París y nuevos cafés de luso-italianos como O Tavares y el Café do Chiado.
Culturalmente este es el periodo en que las corridas de toros y el fado se convierten en verdaderos entretenimientos populares. A ellos se junta el teatro popular o teatro de revista (que fue inventado en París) que, con las viejas y eruditas comedias y dramas, disputa los nuevos teatros de la capital. Un entretenimiento típicamente portugués de la época era la oratoria, en la que actores discuten y argumentan cantando para disputarse premios.

## La Revolución de 1910

La bandera del Partido Republicano es hoy en día la Bandera de Portugal.

Con el surgimiento de un compromiso entre los liberales de la derecha y los conservadores más centristas, que se manifestó en la monarquía constitucional, la falta de desarrollo y de reformas, que aún era notable, llevó al ala más izquierdista de los liberales, constituida principalmente por clases medias, a reformular sus objetivos políticos. Nació así el Partido Republicano que defendía reformas liberales más radicales como el sufragio universal, el fin de los privilegios para la iglesia, y las rentas a los nobles, y también el derrumbe de una elite política cada vez más dependiente de los países del norte. Un episodio catártico fue sin duda la humillación frente al ultimátum británico de 1890, por una nación aliada. 
Las condiciones que posibilitaron la subida al poder de los republicanos fueron sobre todo económicas. A finales del siglo XIX hubo una lenta y poco vigorosa industrialización en Portugal pero se concentró en la ciudad de Lisboa. A pesar de que el pueblo de país continuaba siendo rural y católico en su mayoría, y apoyar al rey y a la iglesia era lo común, nace una nueva clase popular en Lisboa (en menor grado en Oporto y en Beira), que llevaría a cabo las ideas más progresistas: el proletaria. La gran industria de Lisboa fue entonces la fabricación de derivados del tabaco pero también existen fábricas de textiles, vidrios, conservas etc. En total, a finales del siglo XIX habría decenas de miles de trabajadores en las industrias, en una población total de más de trescientas mil personas. Las primeras "zonas industriales" de Lisboa fueron los barrios de Alcântara, Bom Sucesso y Santo Amaro. Las condiciones en que vive la clase popular de Lisboa son miserables. Venidos en gran número del medio rural sin nada, se instalan en barriadas extensas, en los alrededores de la ciudad y era frecuente que los niños trabajaran durante largas jornadas en las fábricas. Otros vienen en grupos grandes desde las aldeas y se instalan en grupos abandonados, en núcleos cerrados en el interior de la ciudad, conocidos como ciudadelas. Surgen los primeros barrios proletarios, cuyas habitaciones son construidas con mínimos costes por empresarios para atraer a la fuerza laboral. 
Surgen entonces los primeros sindicatos muchos de los cuales se afilian con los anarquistas. En vez de juntarse a los nuevos partidos marxistas como en otros países de Europa, otros proletarios se reúnen con las clases medias y profesionales (médicos y abogados) en el Partido Republicano. Como resultado, el partido, muy débil en el norte del país (salvo en Oporto), gana cada vez más influencia en la capital a pesar de defender la propiedad y el mercado libre, los republicanos prometen la mejoría de las condiciones laborales y medidas sociales. Mientras tanto, las clases altas viven aún en una sociedad aparte, y no son capaces de actuar ante las nuevas exigencias excepto con la represión. El resultado son acciones cada vez más violentas. 
Alarmadas, las elites imponen una dictadura en 1907 con João Franco, pero es demasiado tarde. En 1908 la familia real sufre un atentado en el que muere Carlos I de Portugal y el príncipe heredero, en una acción probablemente llevada a cabo por los anarquistas (que en este periodo atacan a figuras públicas por toda Europa). En 1909 los operarios de Lisboa organizan grandes huelgas. En 1910 la población de Lisboa se alza en armas. Los ejércitos, que habían recibido órdenes de reprimir la revolución son desmembrados por las deserciones. El resto del país es obligado a seguir a la capital, a pesar de seguir siendo conservador rural y religioso. Por fin se proclama la República. 
Son promulgadas medidas liberales: apoyo social a los trabajadores con la creación del Estado de Beneficencia, derecho a la huelga, fin de los privilegios de la iglesia y nobleza, derecho al divorcio etc. Los impuestos son modificados por un modelo que se basaba en las contribuciones de los trabajadores y clases medias, para otro que tributaba más a los más ricos

## República, Estado Novo y Segunda República
El periodo de la república está marcado por las disputas y violencias políticas. A pesar de que la situación era tensa por toda Europa, con varios ataques terroristas y tumultos incluso en los países más desarrollados, en Portugal la situación sería más crítica. Entre las élites monárquicas hostiles y los movimientos obreros cada vez más extremistas, animados por las teorías del anarquismo y marxismo, que apelaban a la lucha en las calles contra los burgueses, y heredando una deuda pública récord de los últimos años de la Monarquía, la república es un periodo de convulsiones: se suceden las huelgas generales (ahora legales), las manifestaciones e incluso los atentados bomba y bala en las calles de Lisboa, y la clase política se divide sobre el modo de lidiar con la situación. En 1912 los monárquicos aprovechan el descontento con las leyes liberales de los republicanos en el norte del país e intentan un golpe de Estado fallido. En 1914 Portugal entra del lado aliado en la Primera Guerra Mundial, enviando hombres y recursos bastante considerables para ser un periodo de crisis, y la situación política y económica es cada vez más tensa, habiendo episódios de hambre
El resultado son más golpes de Estado contra la República Democrática por parte de los conservadores y pro-católicos, muchas veces con el apoyo de los líderes de sindicatos y movimientos de trabajadores que pretenden crear disturbios que les permitan ganar más adeptos revolucionarios. En 1915, toma por la fuerza el poder el general Pimenta de Castro y en 1917 Sidónio Pais asume el poder de forma autoritaria e inconstitucional. Ambos disuelven el parlamento y gobiernan de forma dictatorial. En 1918 cae sobre la ciudad la Gripe española que mata a muchos miles y empeora la situación de los operarios, que terminarán por revolucionarse varias veces siendo Sidónio Pais asesinado. 
Durante este periodo se construye la mayor parte de los edificios residenciales del norte de la ciudad. Están pintados con los colores tradicionales de la ciudad, el rosado, amarillo, azul claro y con fachadas de varios pisos encabezadas por esculturas. Estos edificios forman aún la cara más visible de Lisboa. Casi todos son levantados por pequeños empresarios en su mayoría oriundos de la ciudad de Tomar y por esos on conocidos como patos bravos. Algunos de los nuevos edificios son construidos con pocas condiciones de seguridad, dando origen a varios accidentes con desplomes y víctimas mortales en los años siguientes. 
El fin de la república tiene lugar en 1926 cuando la derecha conservadora antidemocrática (aún en pleno siglo XX dominada por los descendientes de la antigua nobleza del norte de Portugal y por la Iglesia) toma finalmente el poder tras dos tentativas que tuvieron lugar en 1925. El motivo alegado era poner fin a la anarquía. El golpe fue inicialmente militar, liderado por el general Gomes da Costa, el nuevo gobierno rápidamente adopta una ideología semi fascista bajo el liderazgo de António de Oliveira Salazar. Con ello comienza la creación del Estado Novo con centro en Lisboa.
En Lisboa tuvo lugar la Revolución de los Claveles que en 1974 puso fin al régimen dictatorial que se mantenía en el poder desde 1928. En 1988 un incendio en las inmediaciones del Chiado interrumpió la vida normal del área durante 10 años.
La Expo '98, que se celebró coincidiendo con la conmemoración del 500.º aniversario del viaje a la India de Vasco da Gama, fue aprovechada para realizar una profunda remodelación en la ciudad, creando una nueva zona comercial y habitacional conocida como Parque das Nações. La ciudad ha acogido sesiones de la Cumbre Iberoamericana así como la de los PALOP.

### Lisboa en la Unión Europea

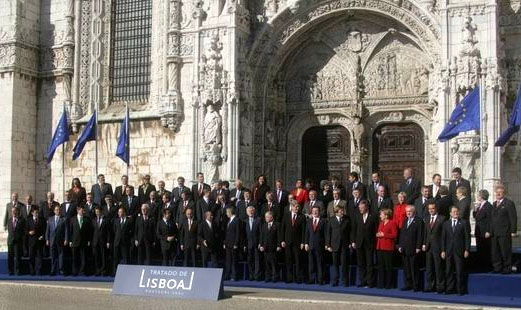
Ceremonia de firma del Tratado de Lisboa en el Monasterio de los Jerónimos de Belém.

El verdadero impulso a la modernización de la ciudad lo dio el ingreso de Portugal en la Unión Europea (UE). Con ello, Lisboa pasaría a ser una de las capitales europeas, recibiendo importantes fondos para su modernización y renovación. Fue Capital Europea de la Cultura en 1994.
La Agenda de Lisboa fue un acuerdo de la Unión Europea basado en medidas para la mejora de la economía europea, firmado en Lisboa en 1999. En la ciudad se han celebrado otras reuniones comunitarias como el Consejo Europeo que aprobó la implantación del conocido como Plan Bolonia, por haberse gestado en esa ciudad italiana.
Sin embargo, es el Tratado de Lisboa firmado en diciembre de 2007, el evento más trascendental que ha celebrado la UE en Portugal. El documento fue diseñado para mejorar el funcionamiento de la Unión mediante la modificación del Tratado de la Unión Europea y el Tratado constitutivo de la Comunidad Europea. Las reformas más importantes que introduce el tratado son la reducción de las posibilidades de estancamiento en el Consejo de la Unión Europea, un Parlamento Europeo con mayor peso, la reducción del número de miembros de la Comisión Europea, la eliminación de los tres pilares de la Unión Europea, y la creación de las figuras de presidente del Consejo Europeo y alto representante de la Unión para Asuntos Exteriores y Política de Seguridad para dotar de una mayor coherencia y continuidad a las políticas de la UE.